# قائمة البعثات الدبلوماسية الفرنسية

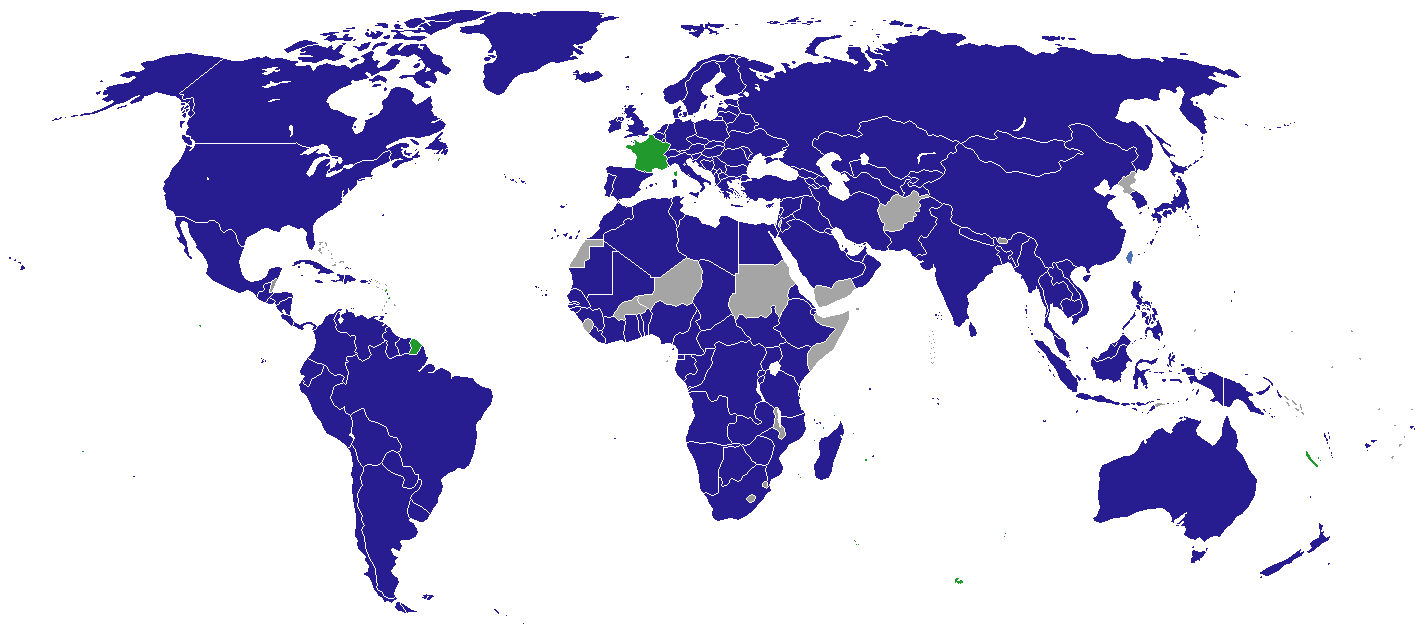
البعثات الدبلماسية الفرنسية

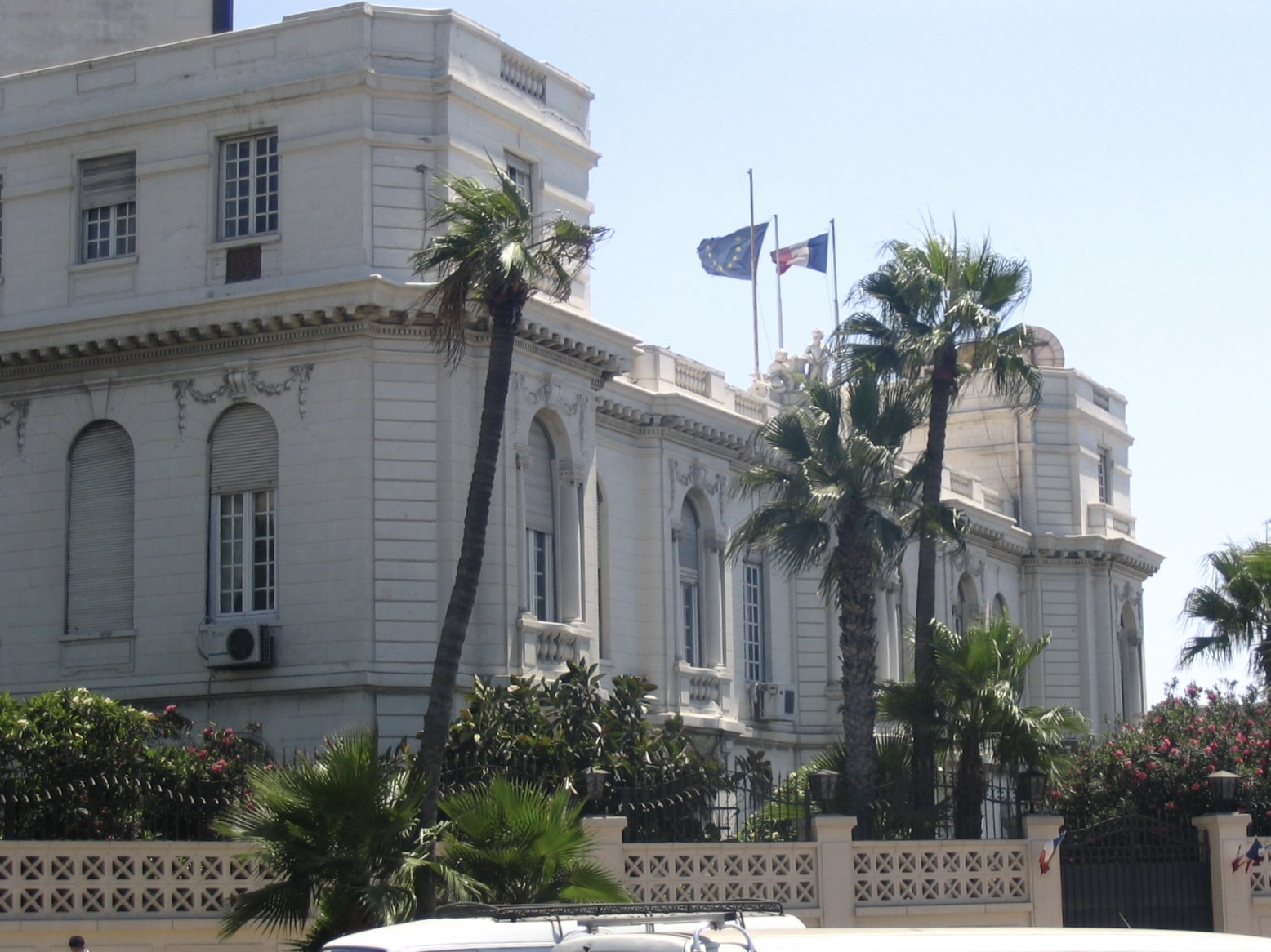
قنصلية فرنسا العامة في الاسكندرية

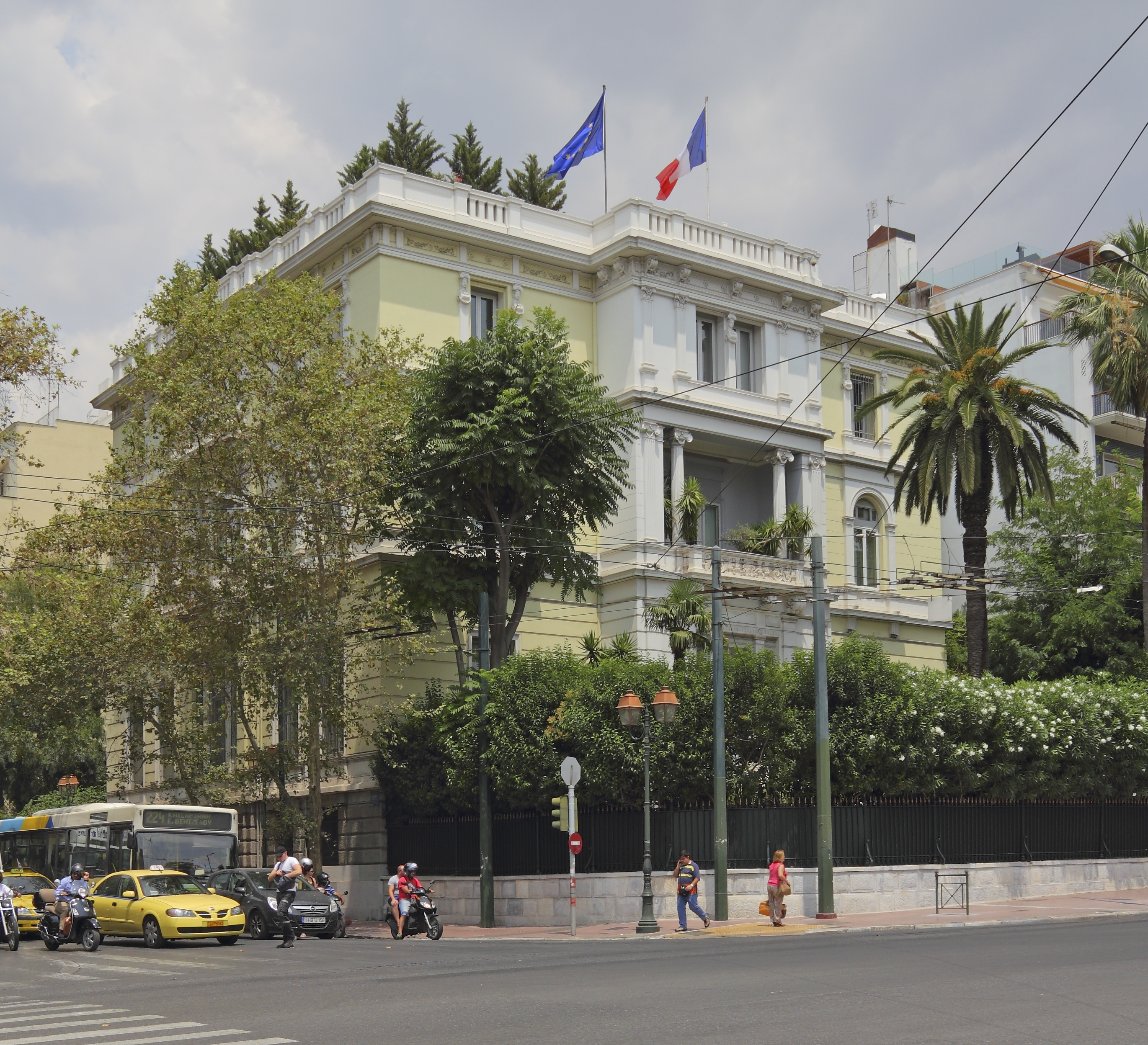
السفارة الفرنسية في أثينا

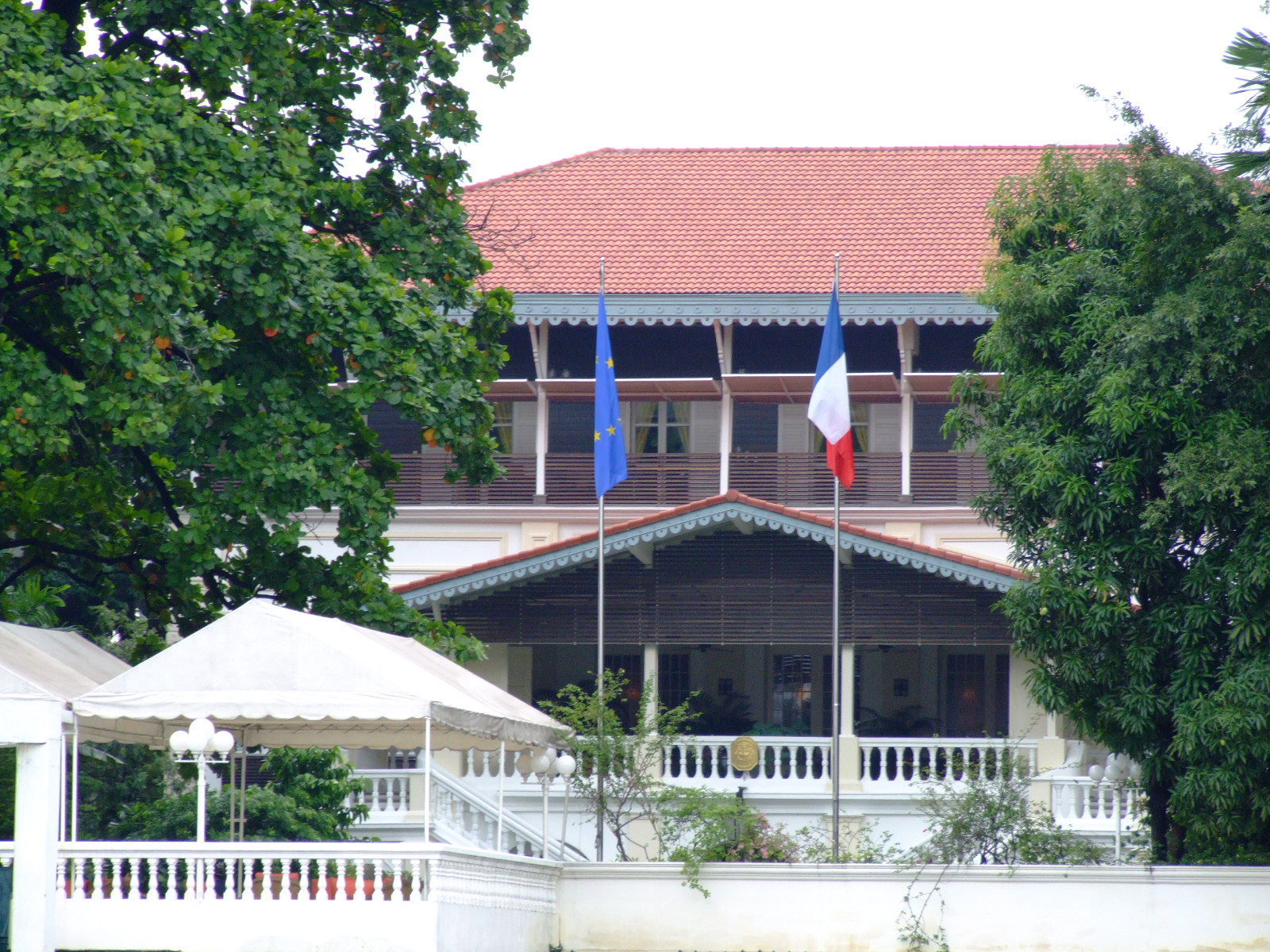
السفارة الفرنسية في بانكوك

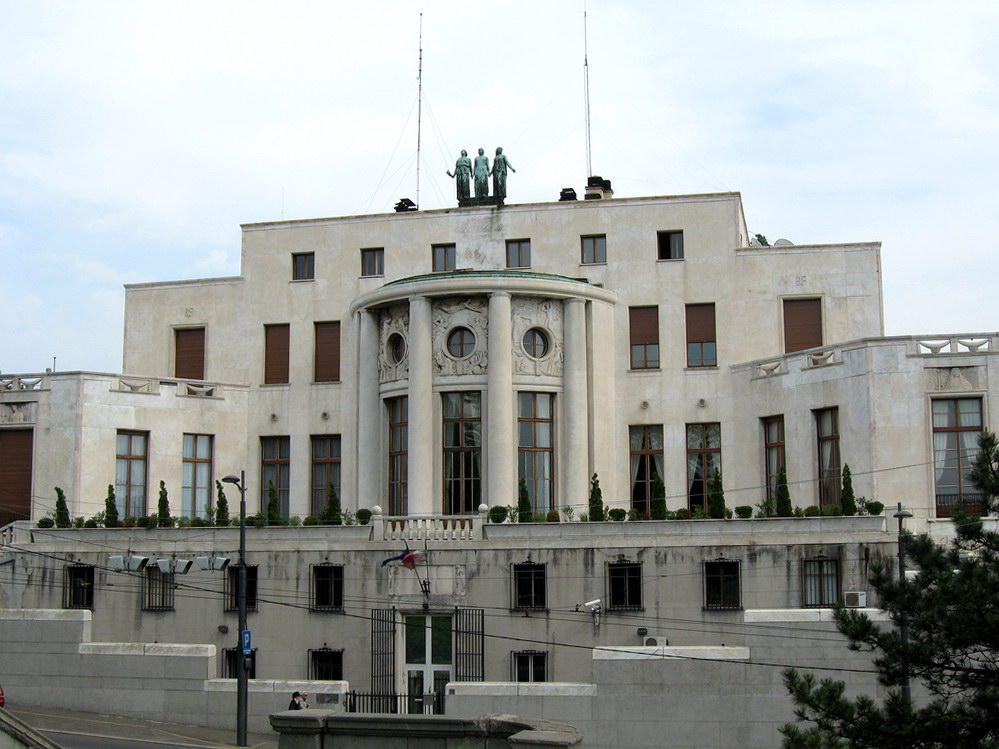
السفارة الفرنسية في بلغراد

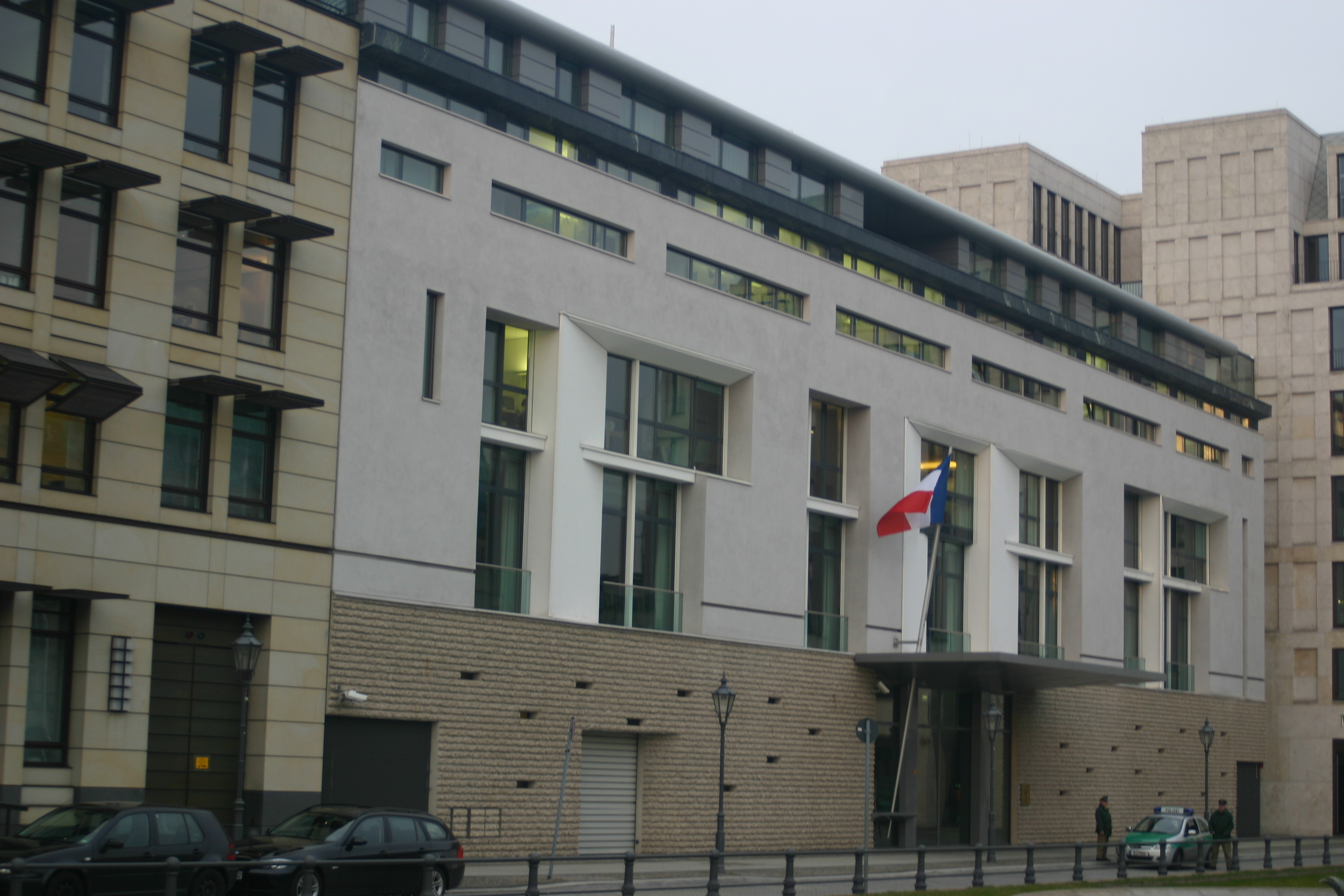
السفارة الفرنسية في برلين

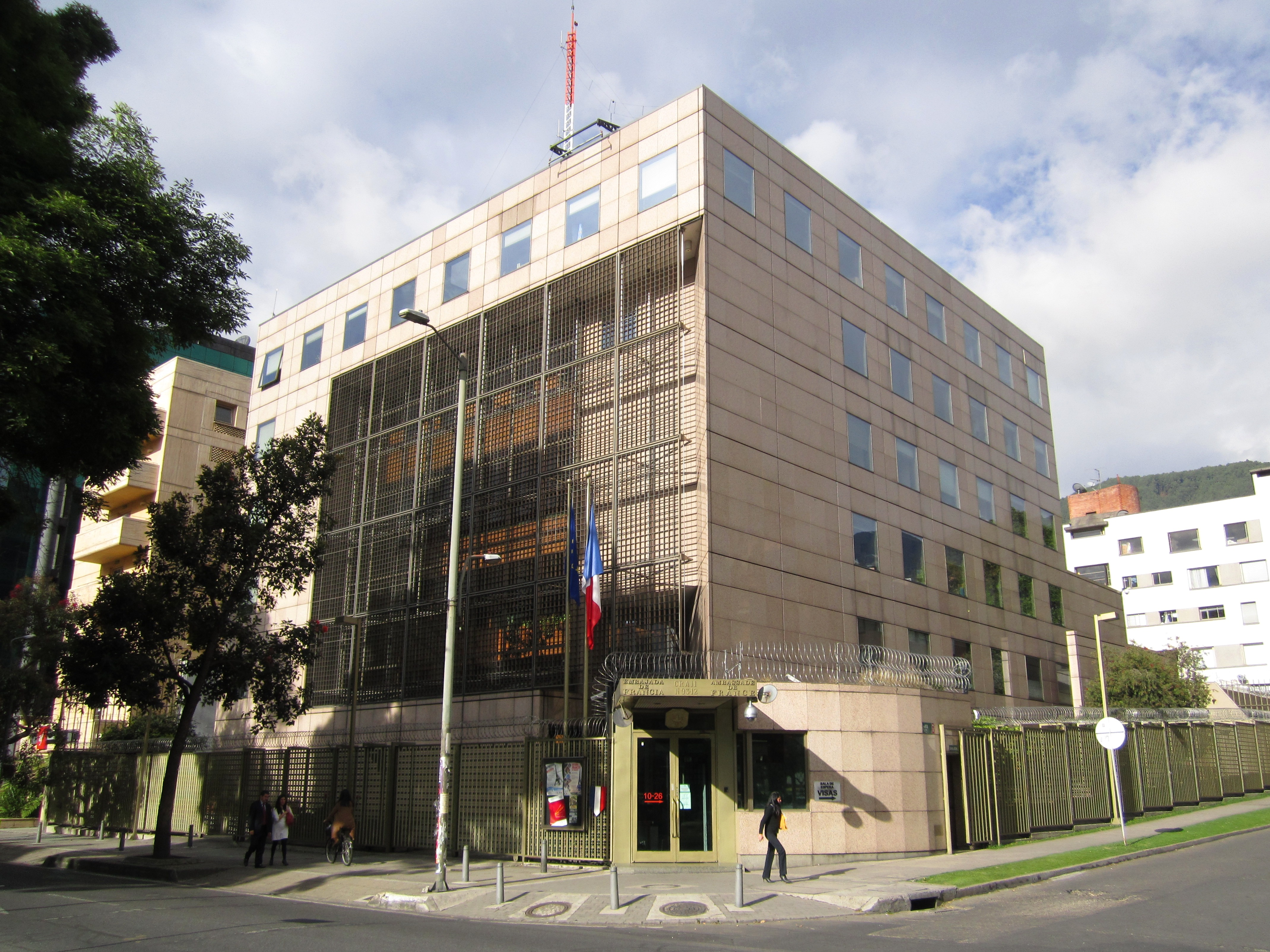
السفارة الفرنسية في بوغوتا

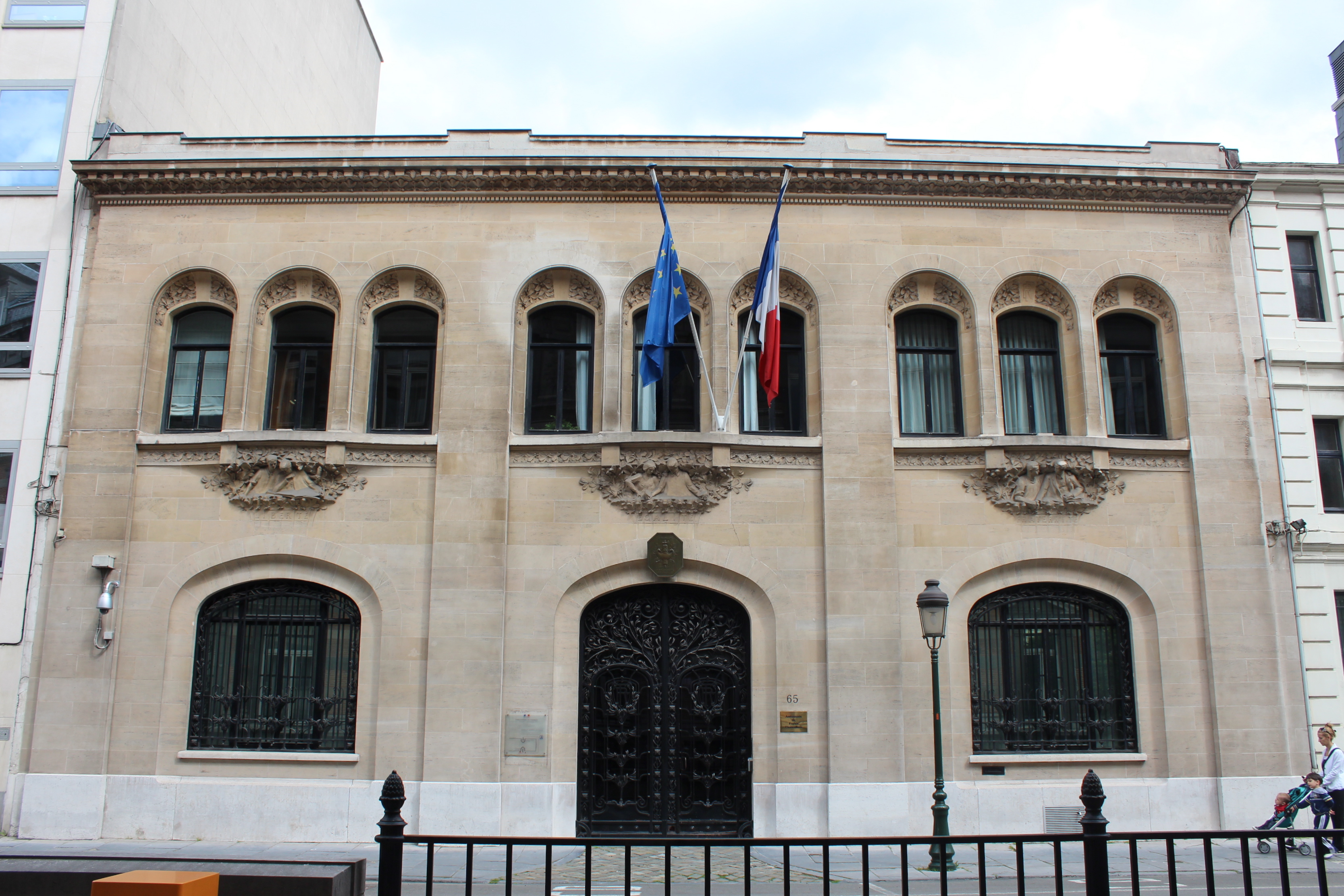
السفارة الفرنسية في بروكسل

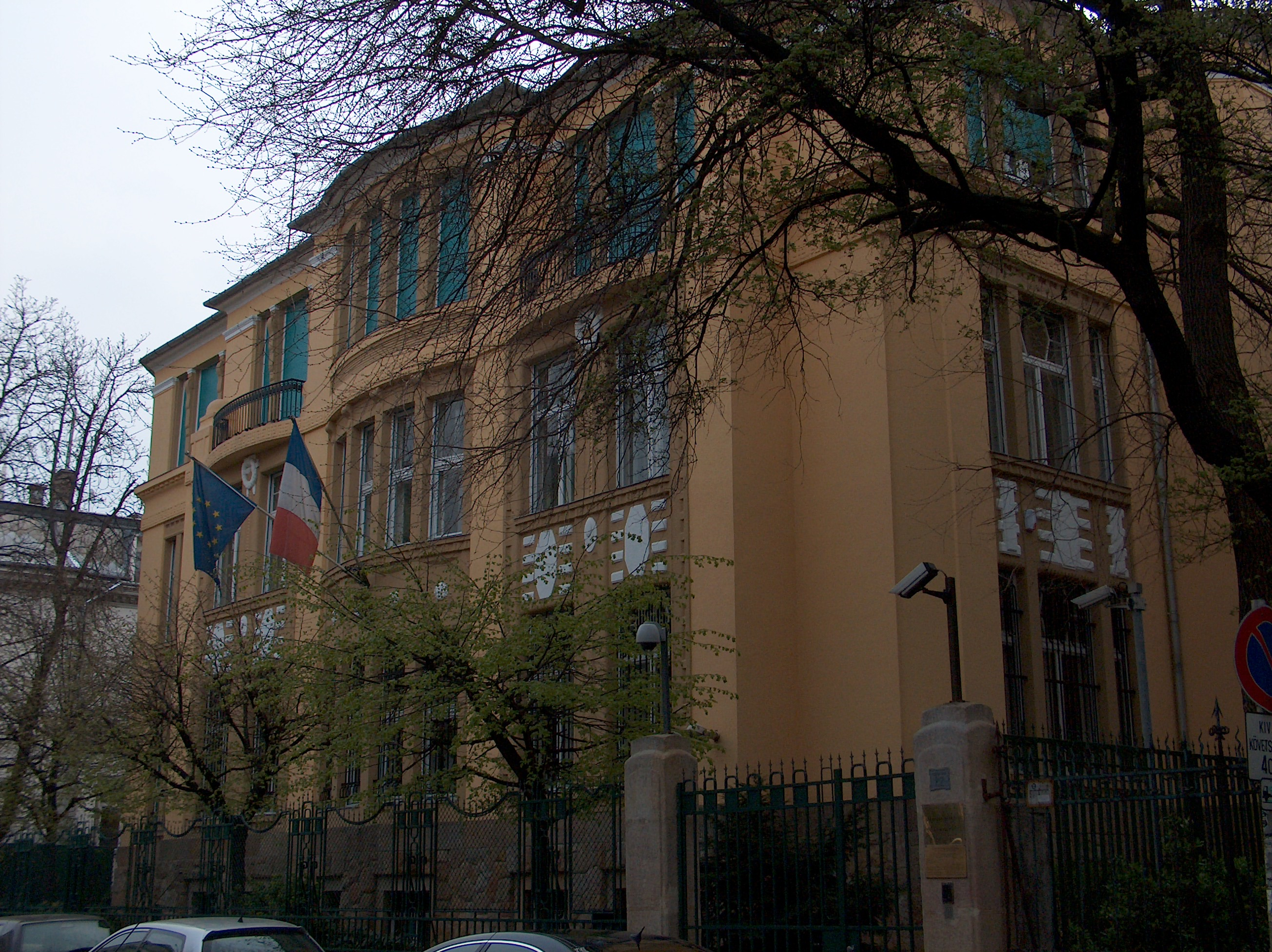
السفارة الفرنسية في بودابست

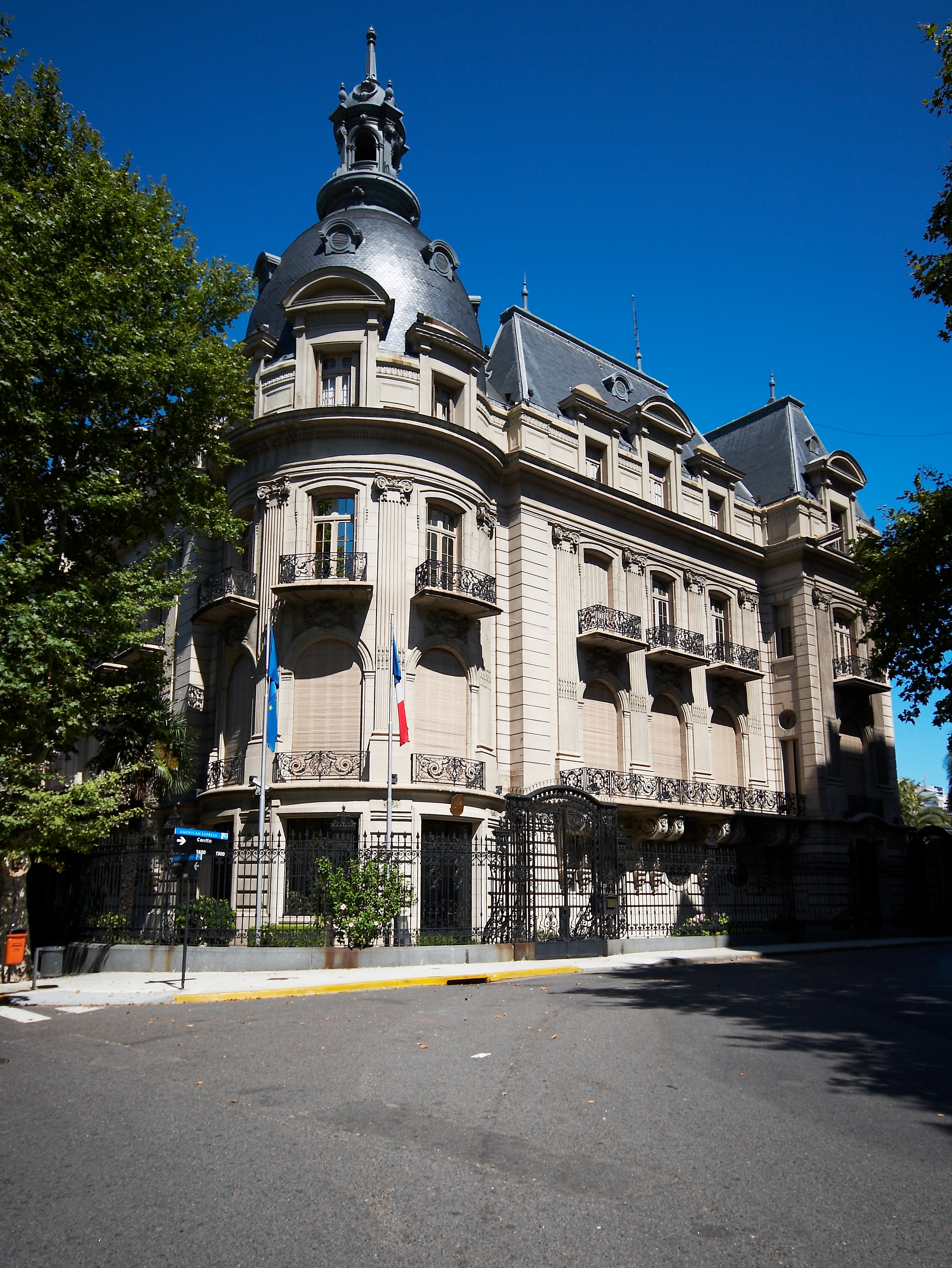
السفارة الفرنسية في بوينس آيرس

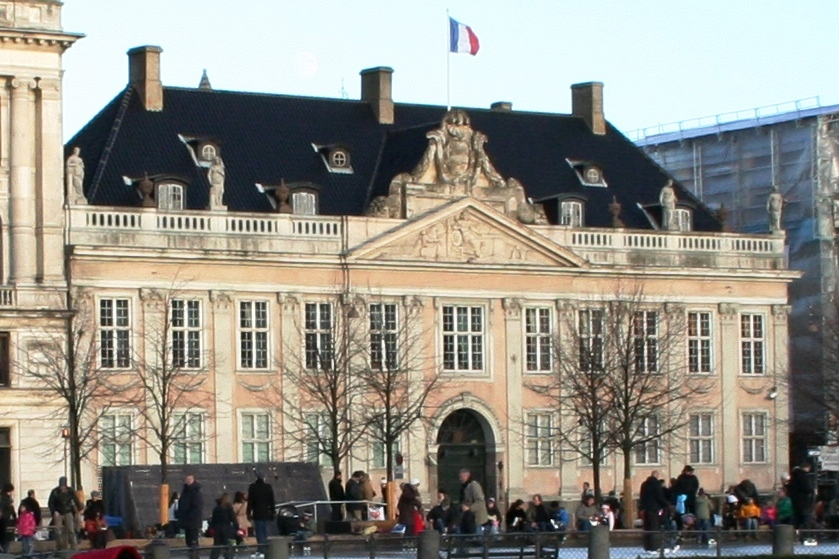
السفارة الفرنسية في كوبنهاغن

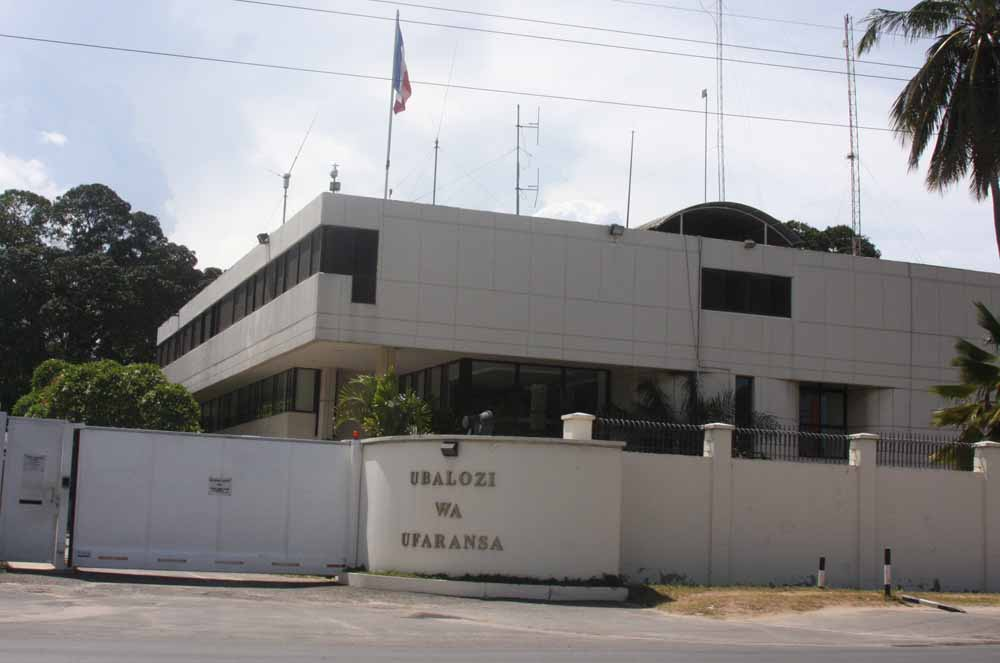
السفارة الفرنسية في دار السلام

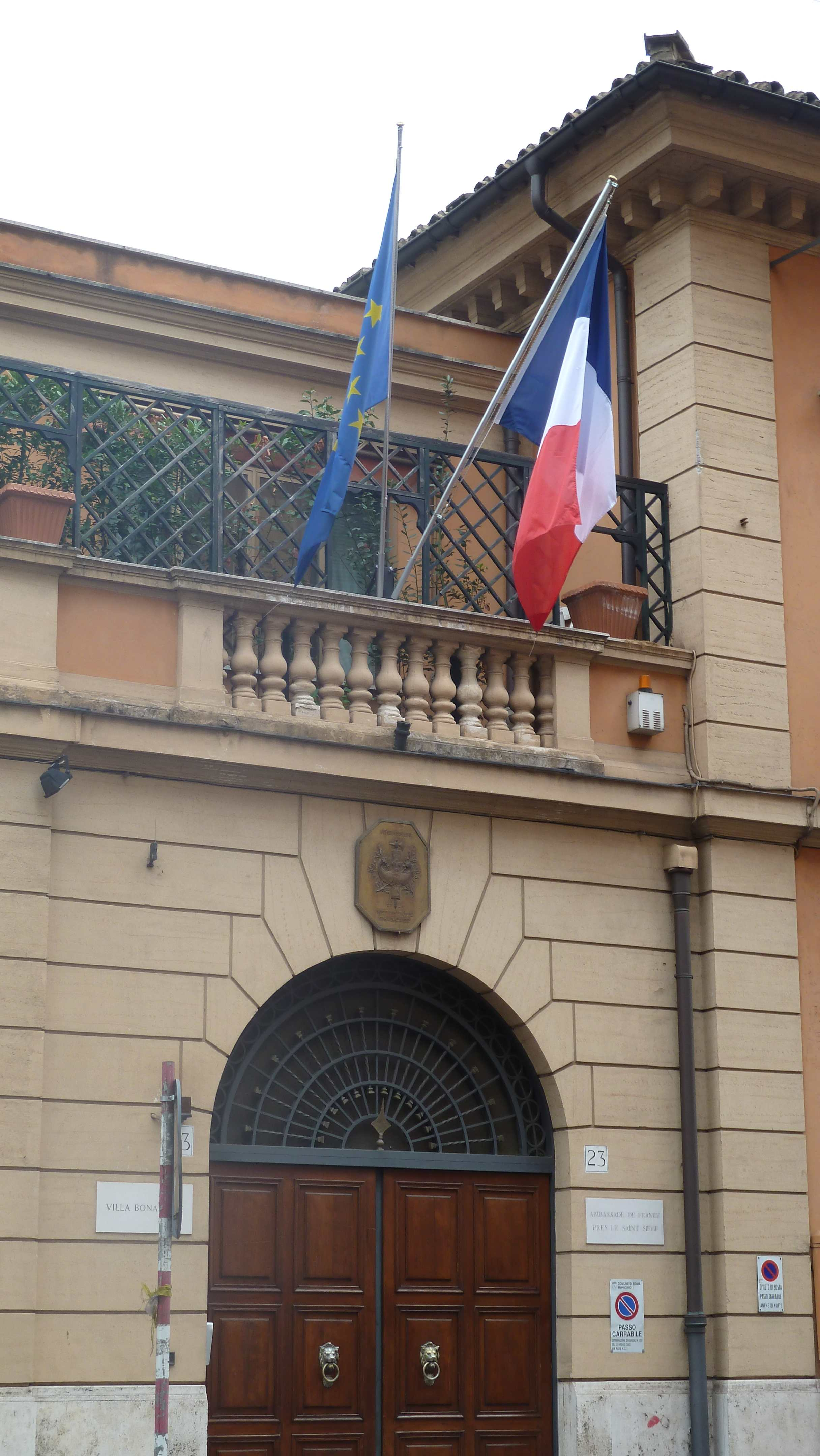
السفارة الفرنسية لدى الكرسي الرسولي

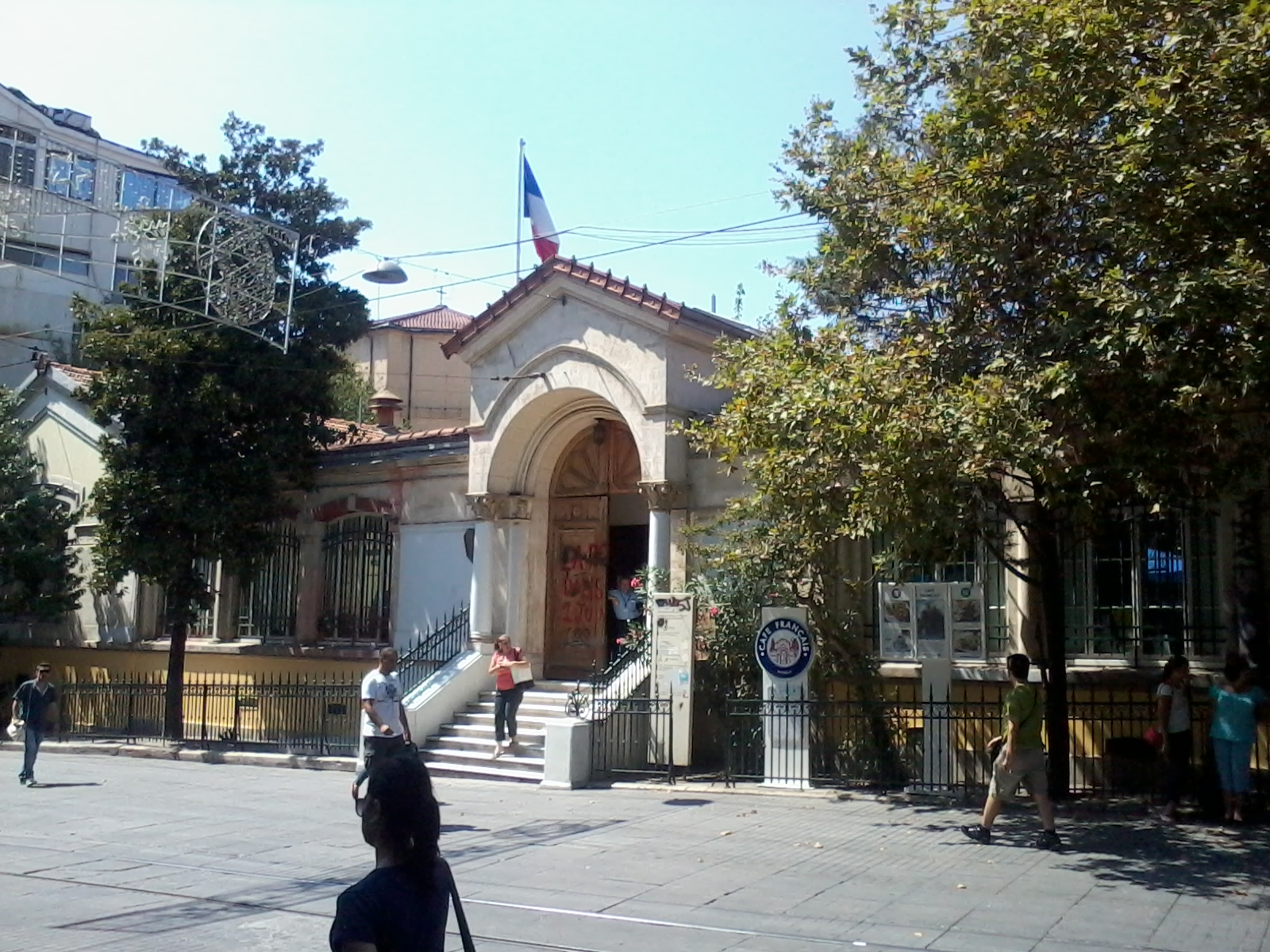
القنصلية الفرنسية في اسطنبول

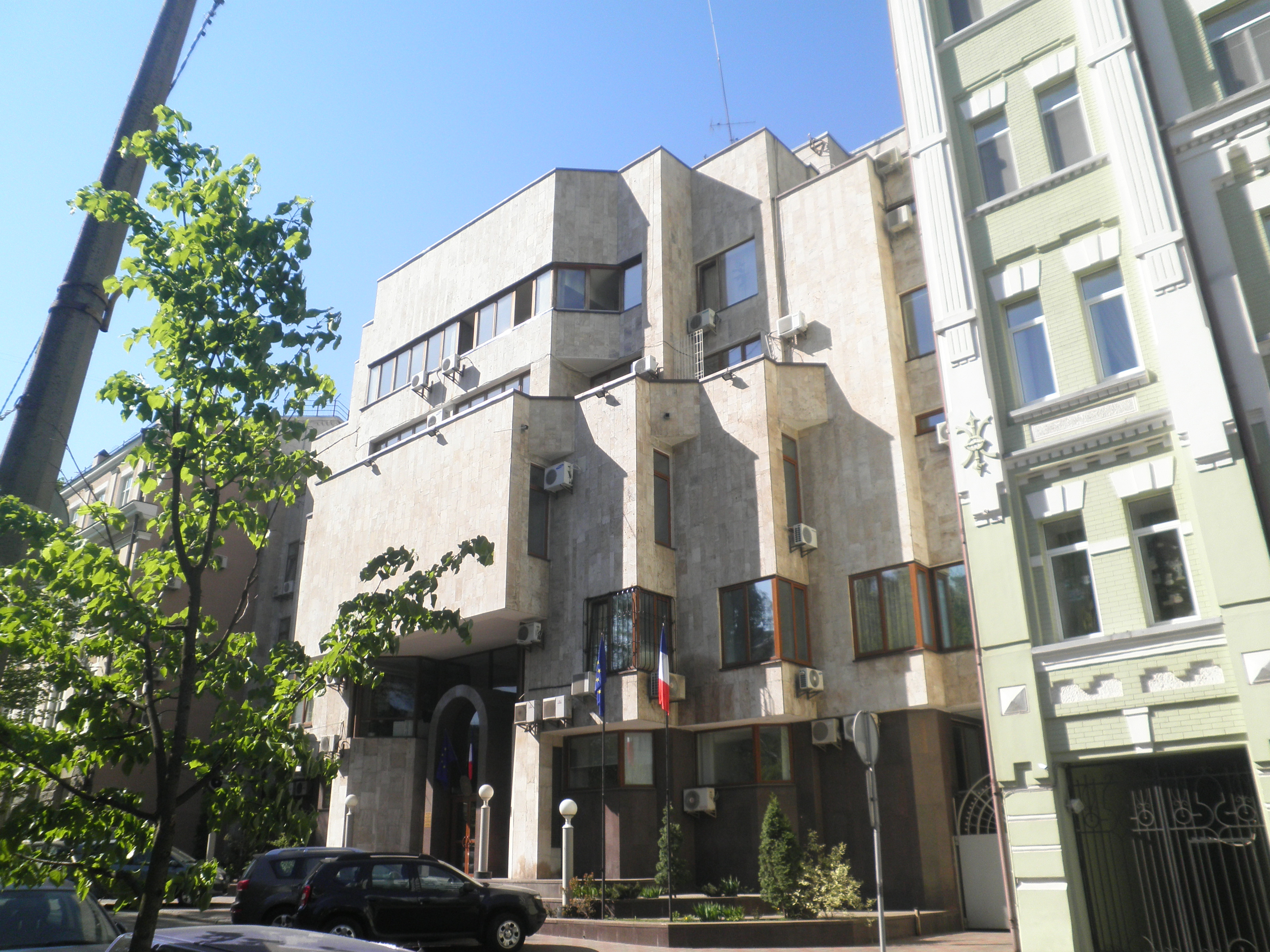
السفارة الفرنسية في كييف

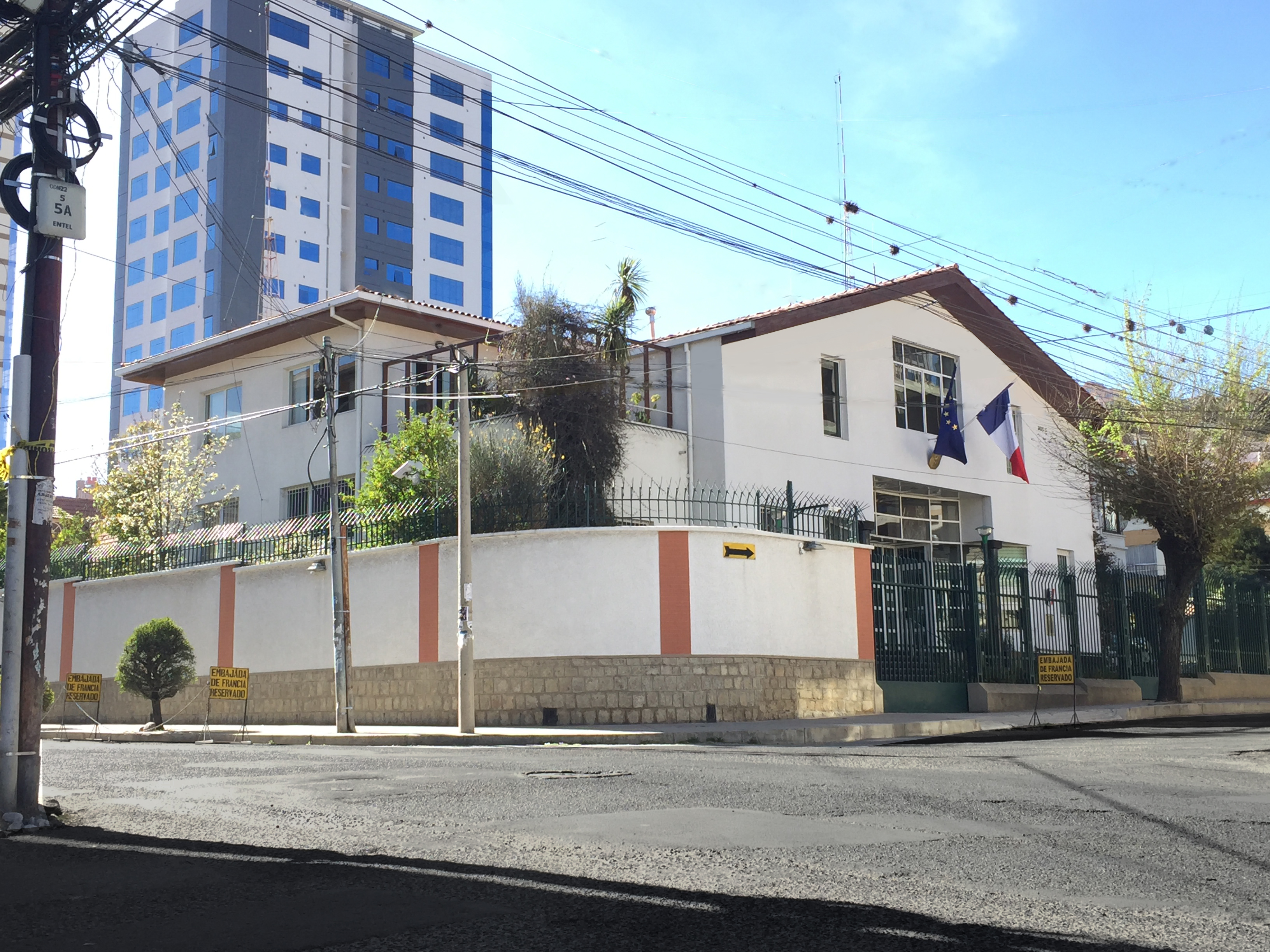
السفارة الفرنسية في لاباز

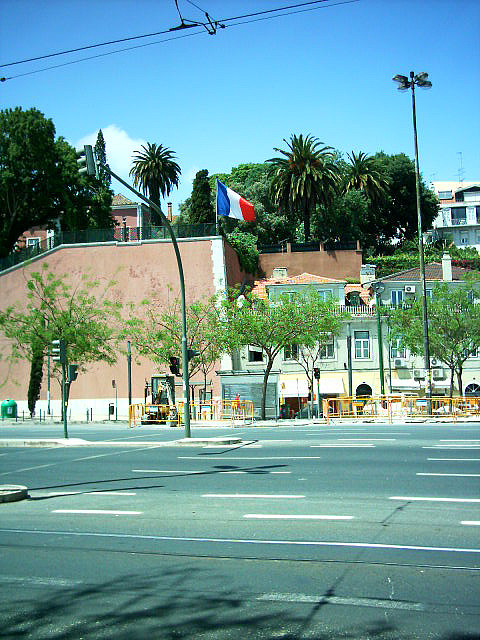
السفارة الفرنسية في لشبونة

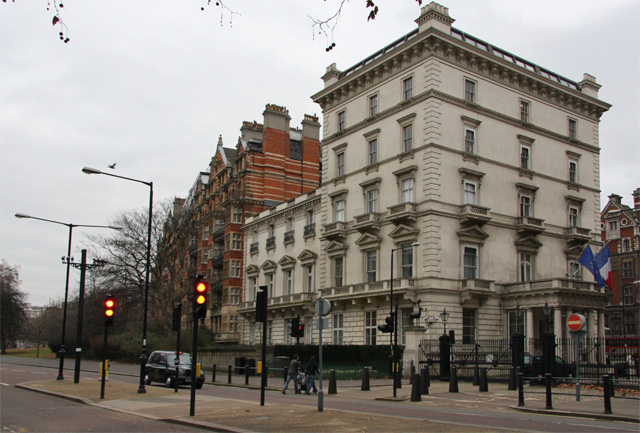
السفارة الفرنسية في لندن

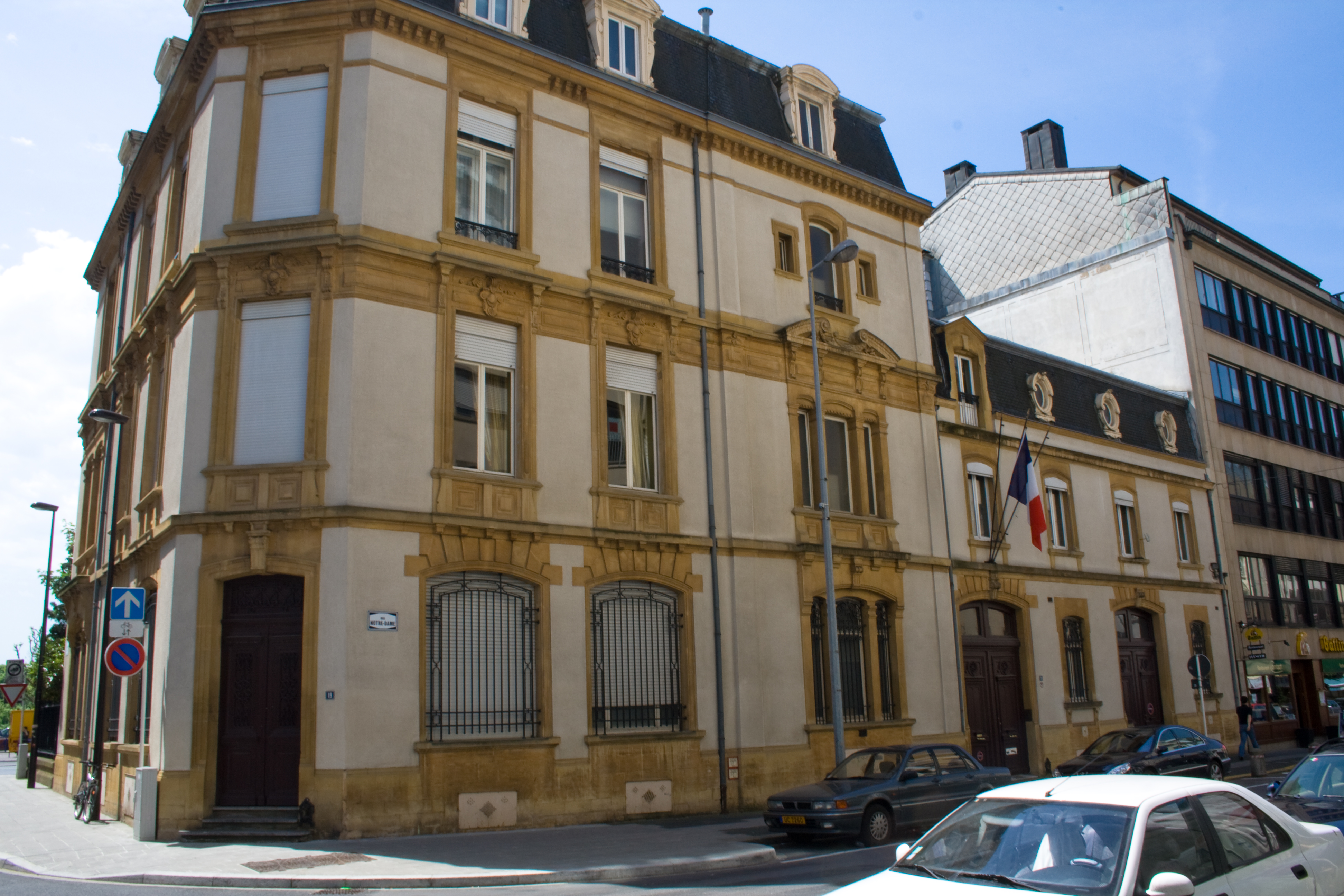
السفير فرنسا الإقامة في لوكسمبورغ

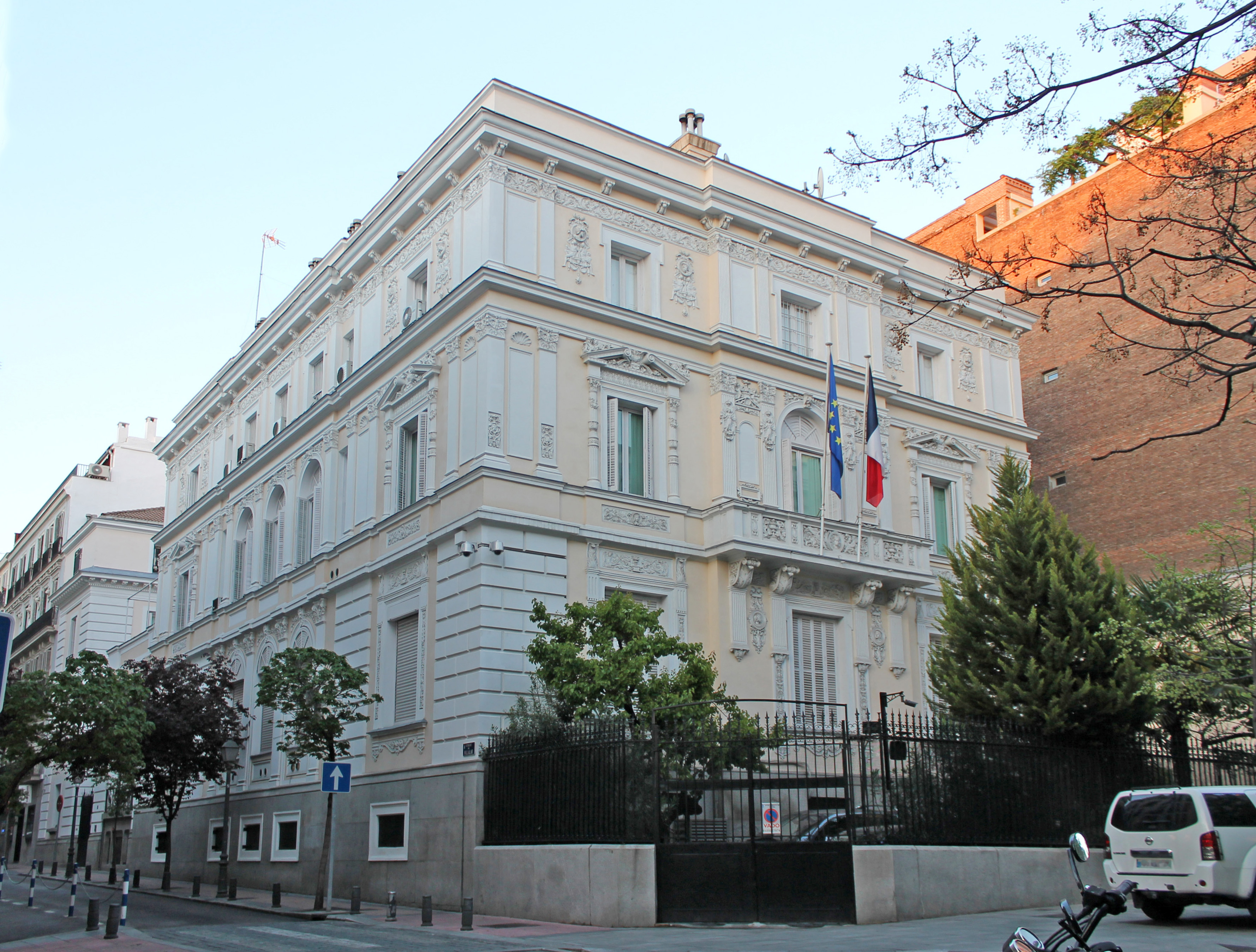
السفارة الفرنسية في مدريد

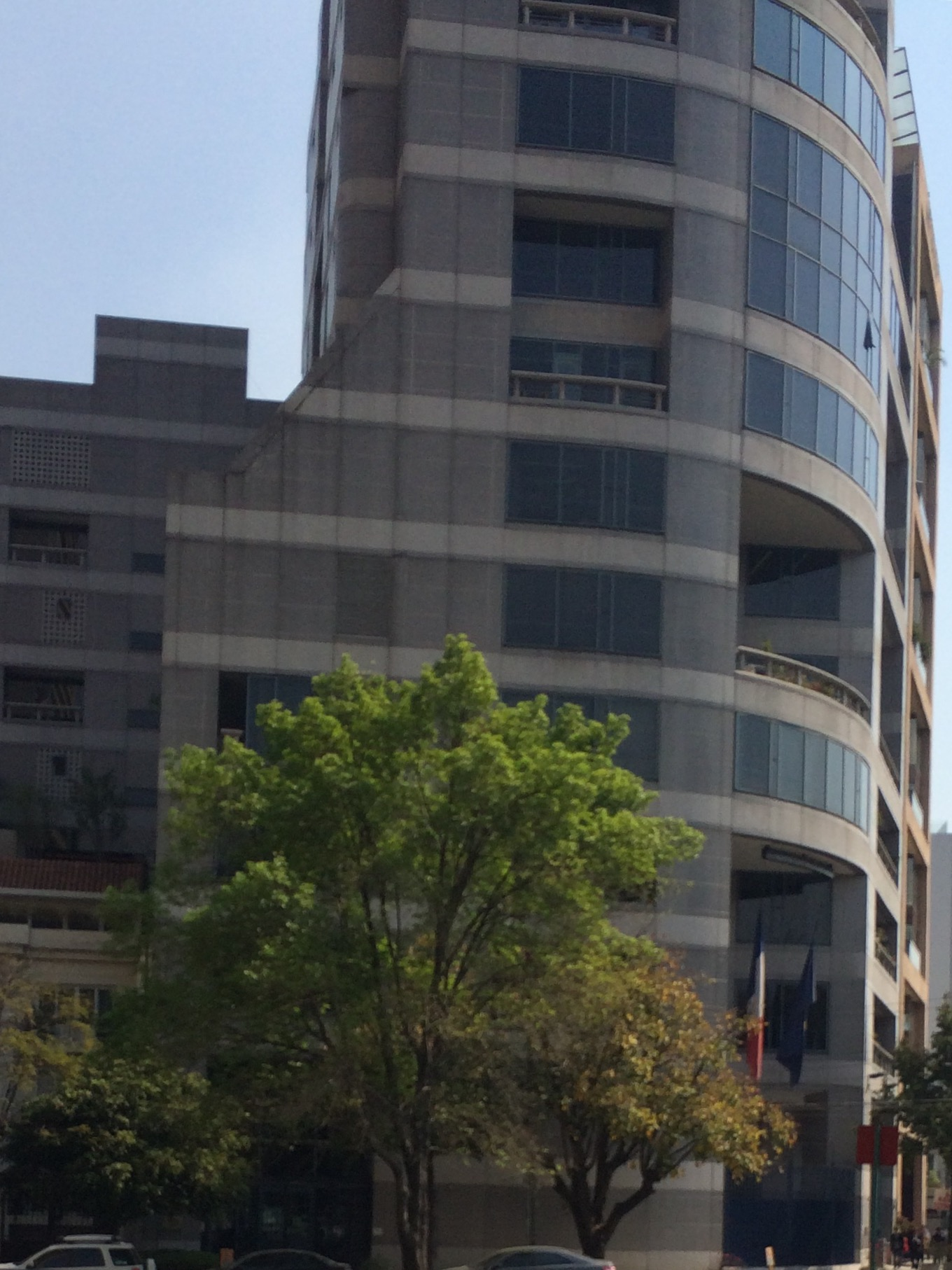
السفارة الفرنسية في مدينة مكسيكو

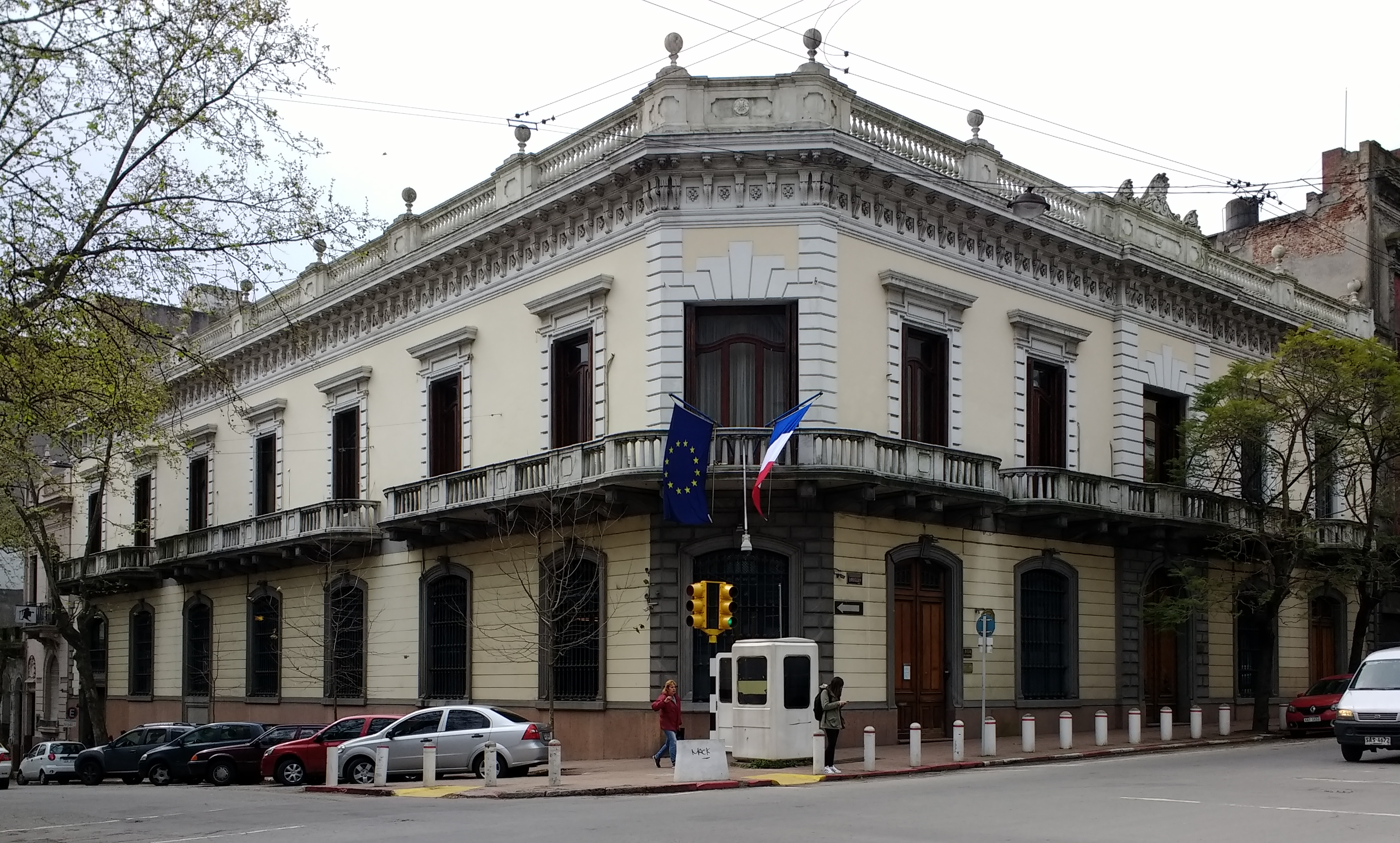
السفارة الفرنسية في مونتفيدو

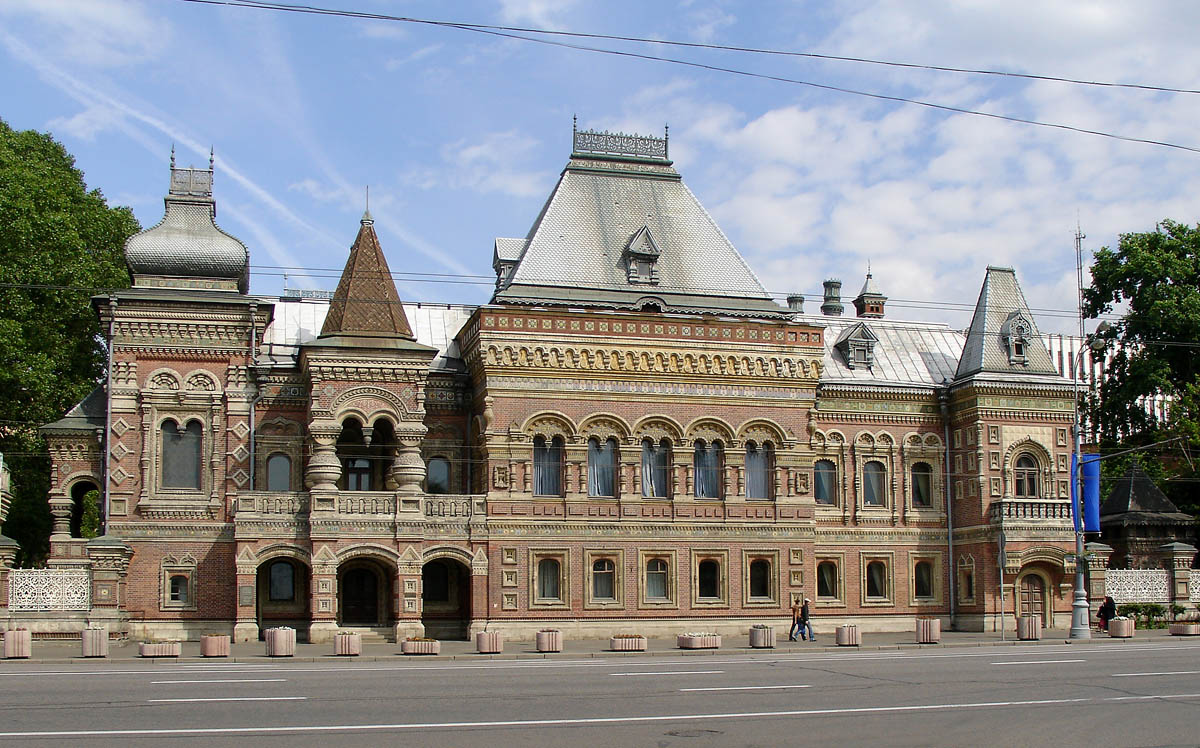
السفارة الفرنسية في موسكو

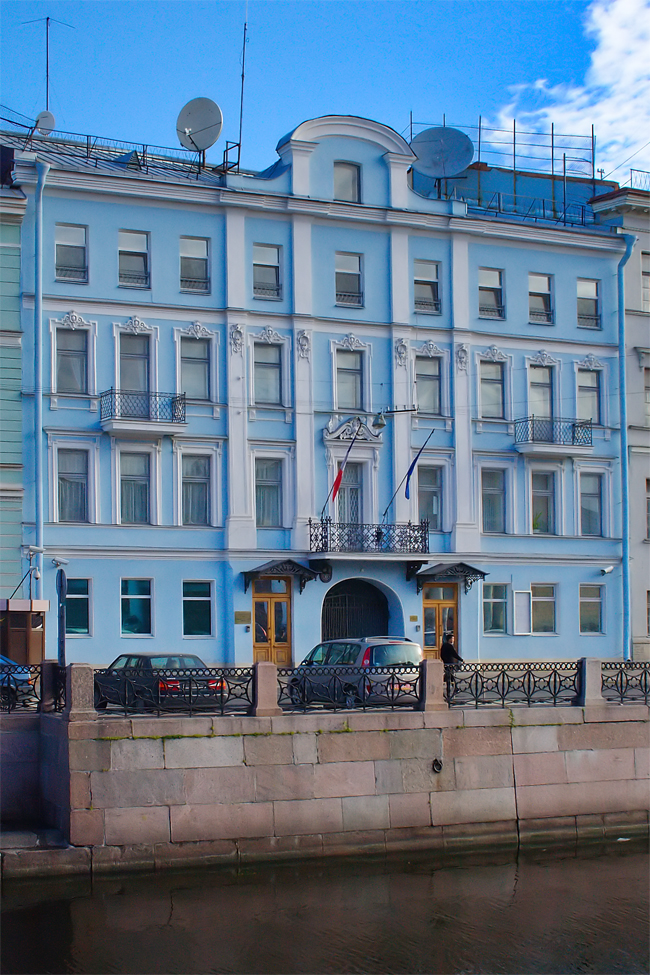
القنصلية الفرنسية العامة في سانت بطرسبرغ

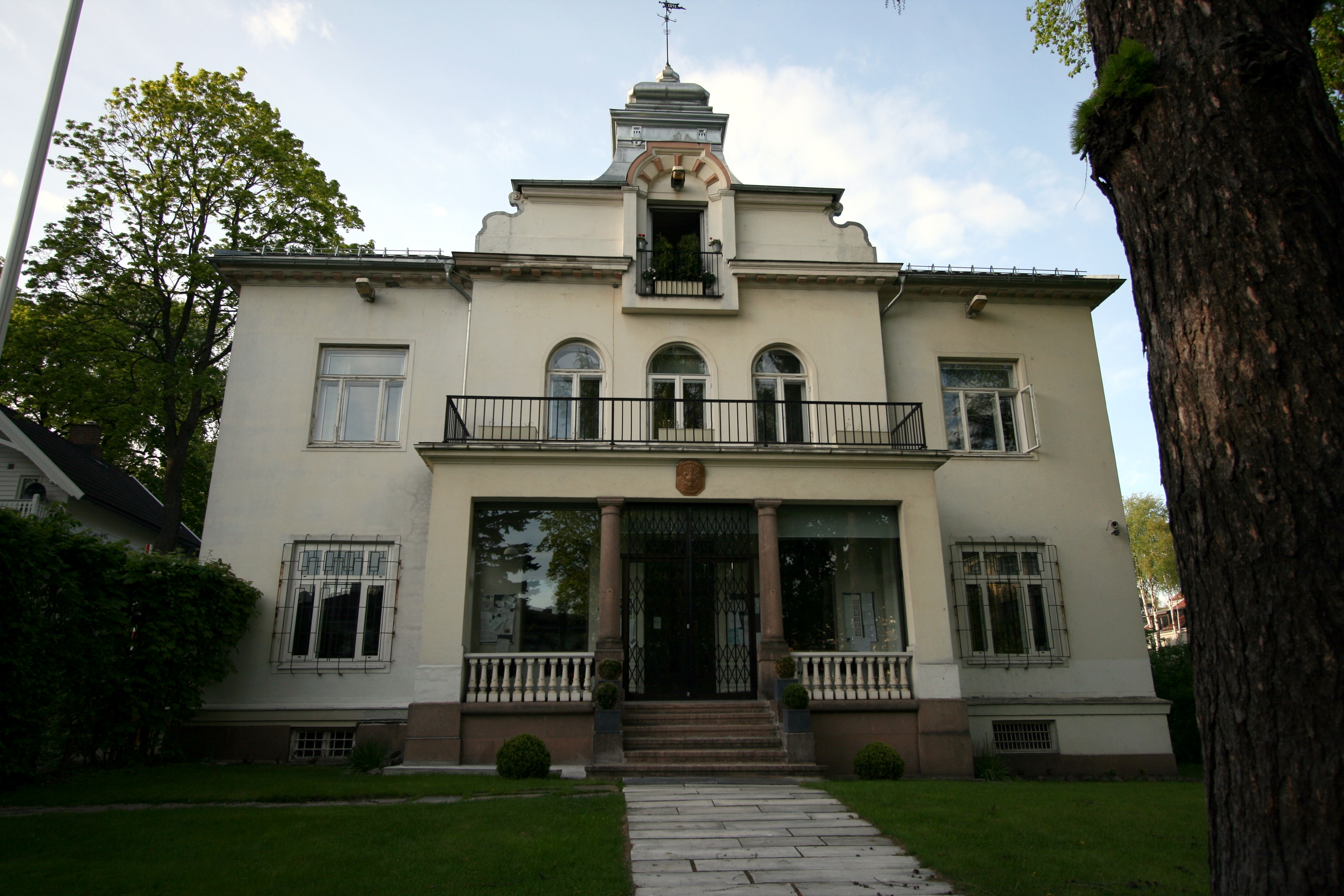
السفارة الفرنسية في أوسلو

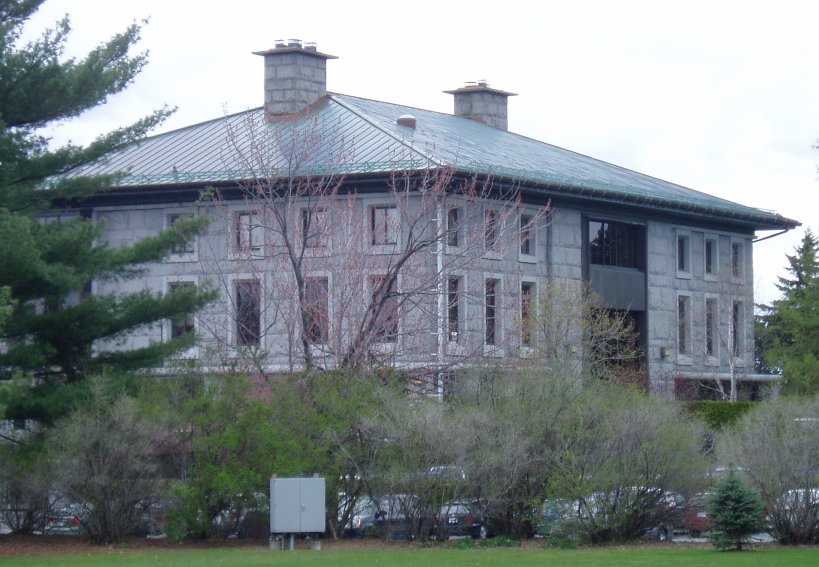
السفارة الفرنسية في أوتاوا

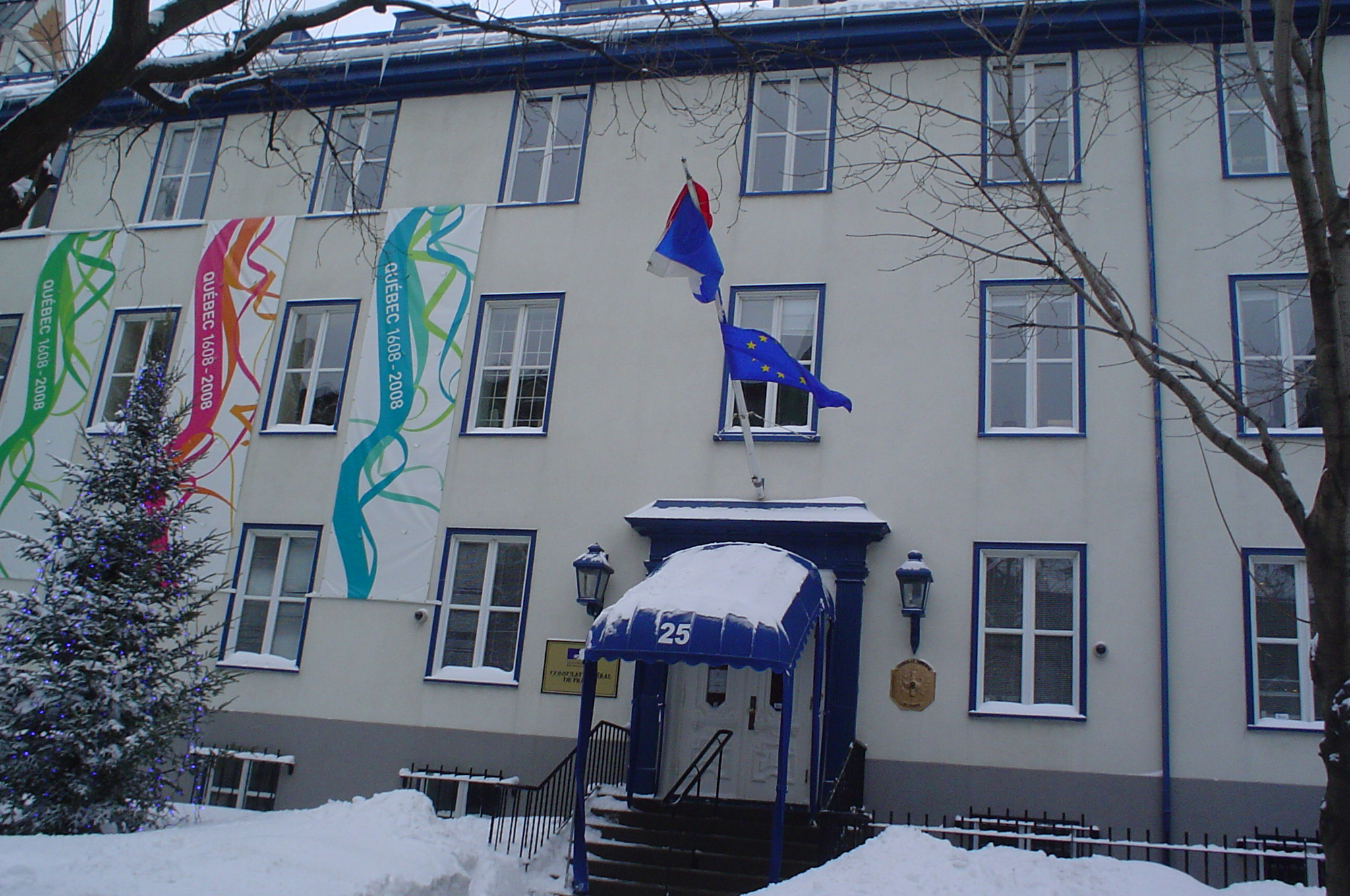
القنصلية الفرنسية العامة في مدينة كيبك

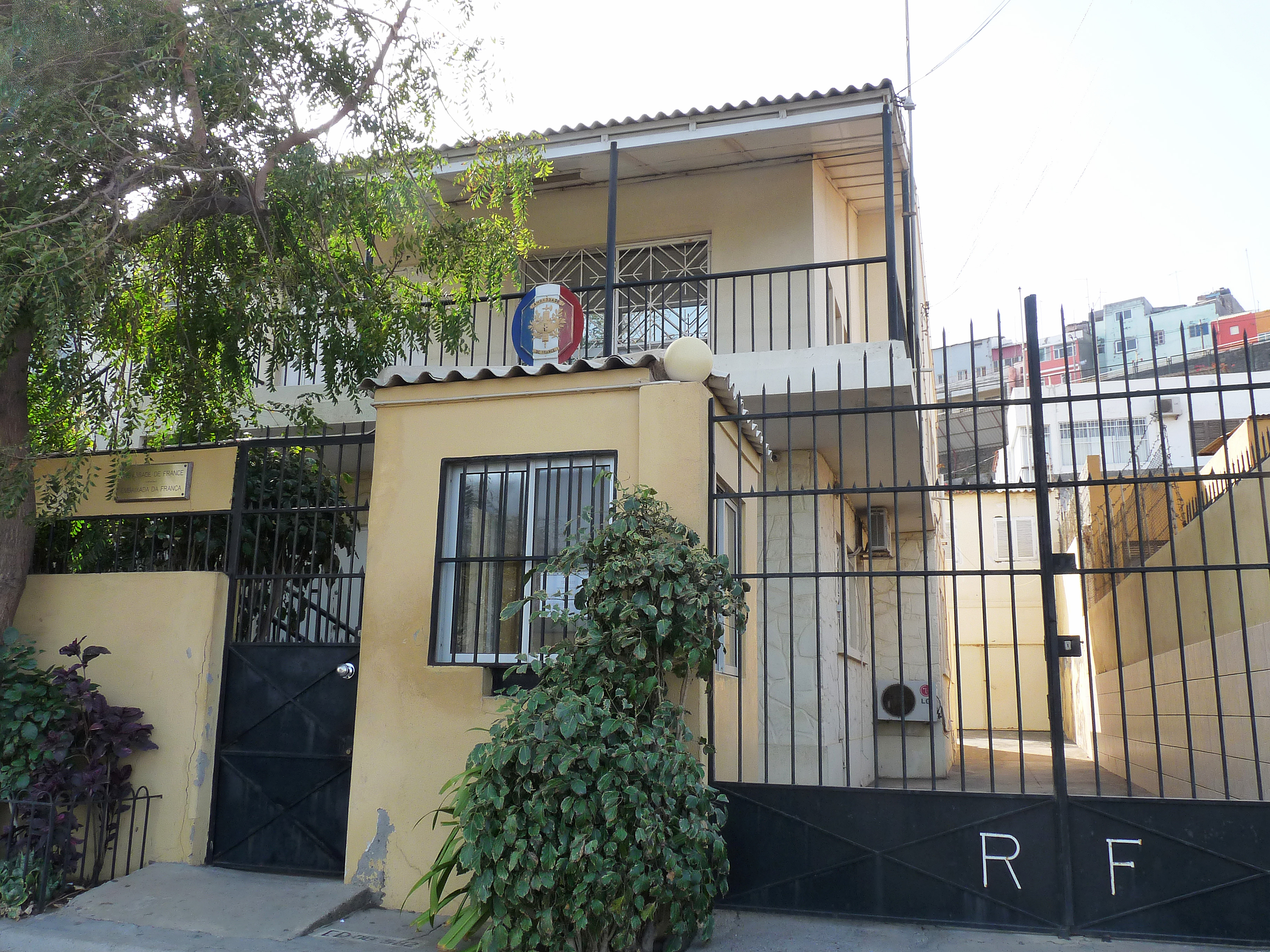
السفارة الفرنسية في برايا

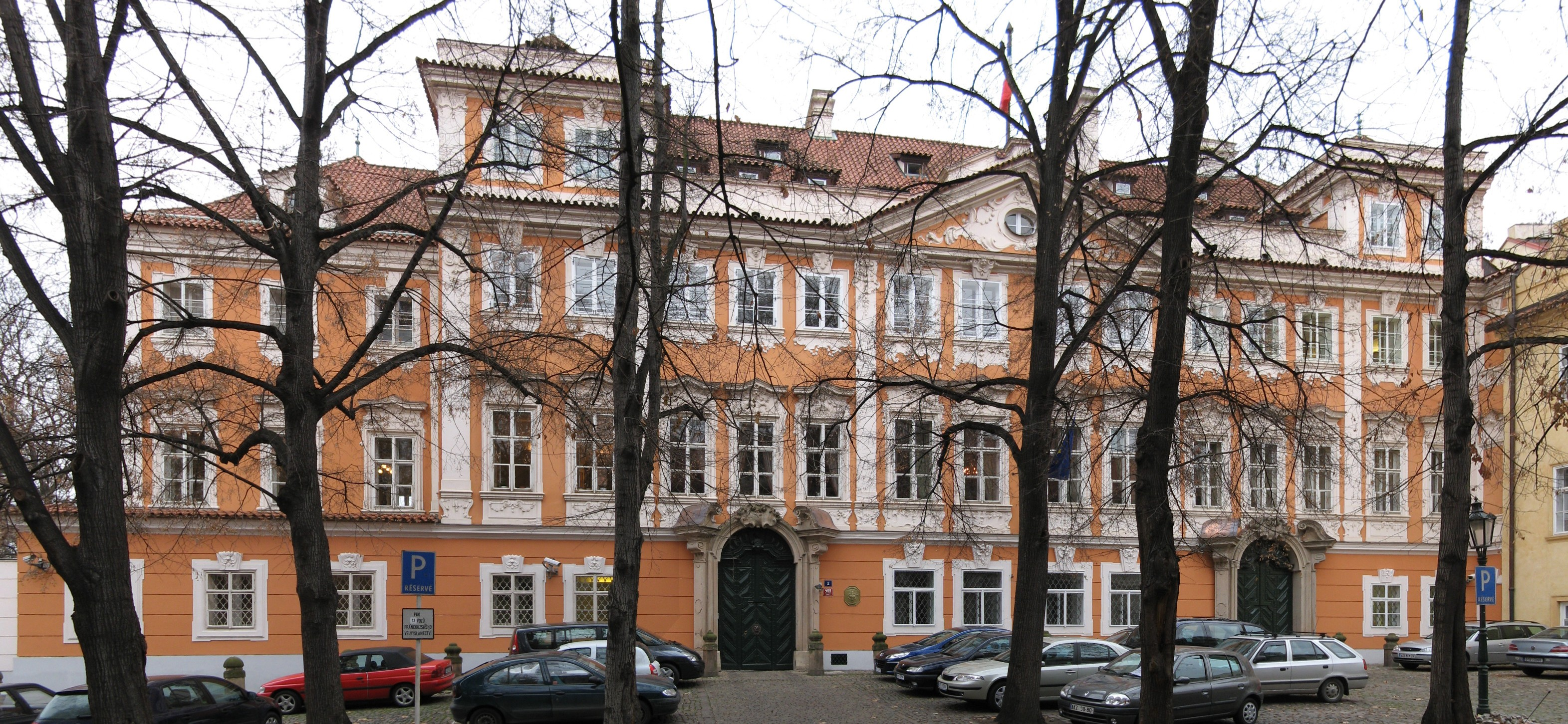
السفارة الفرنسية في براغ

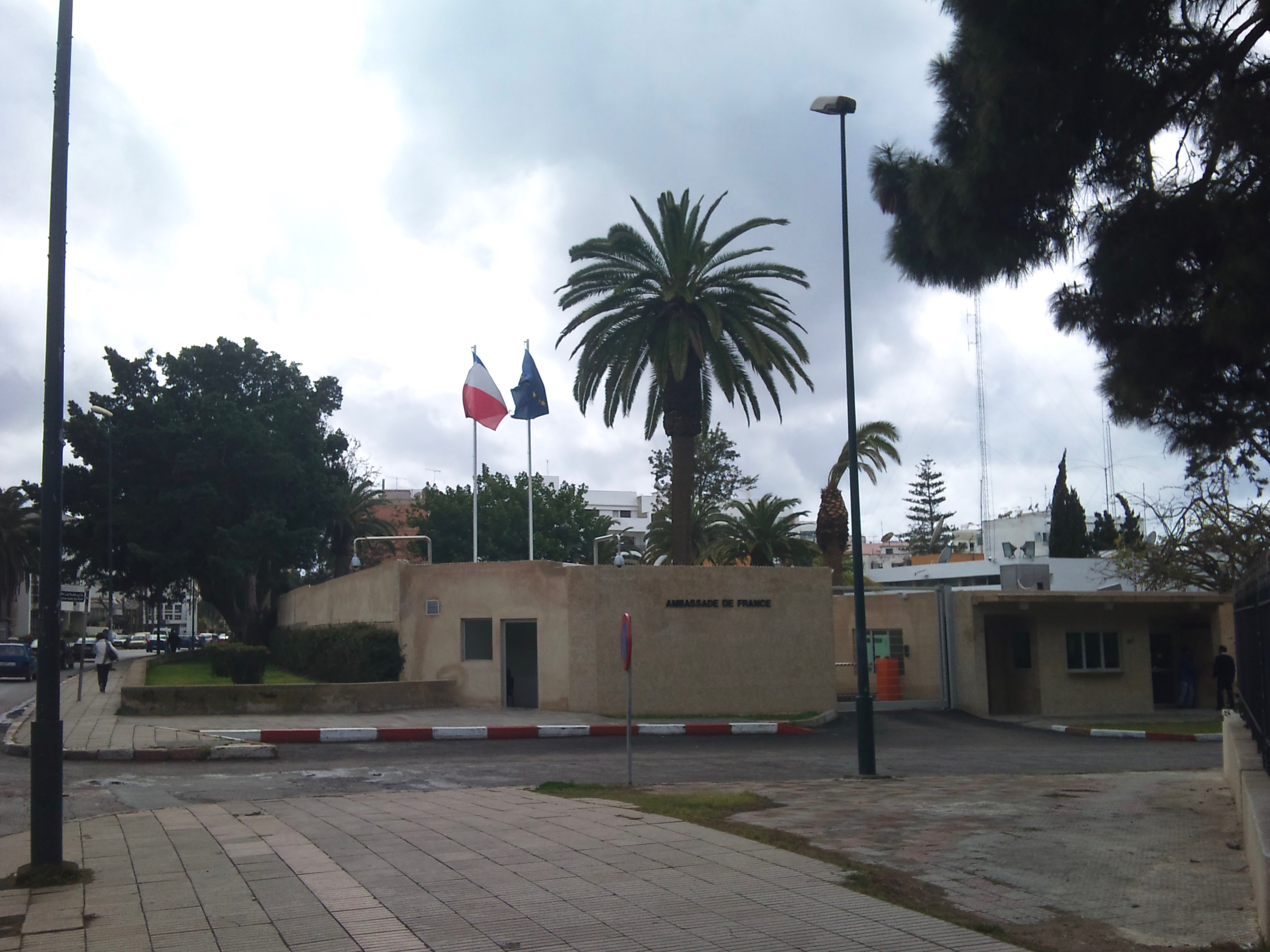
السفارة الفرنسية في الرباط

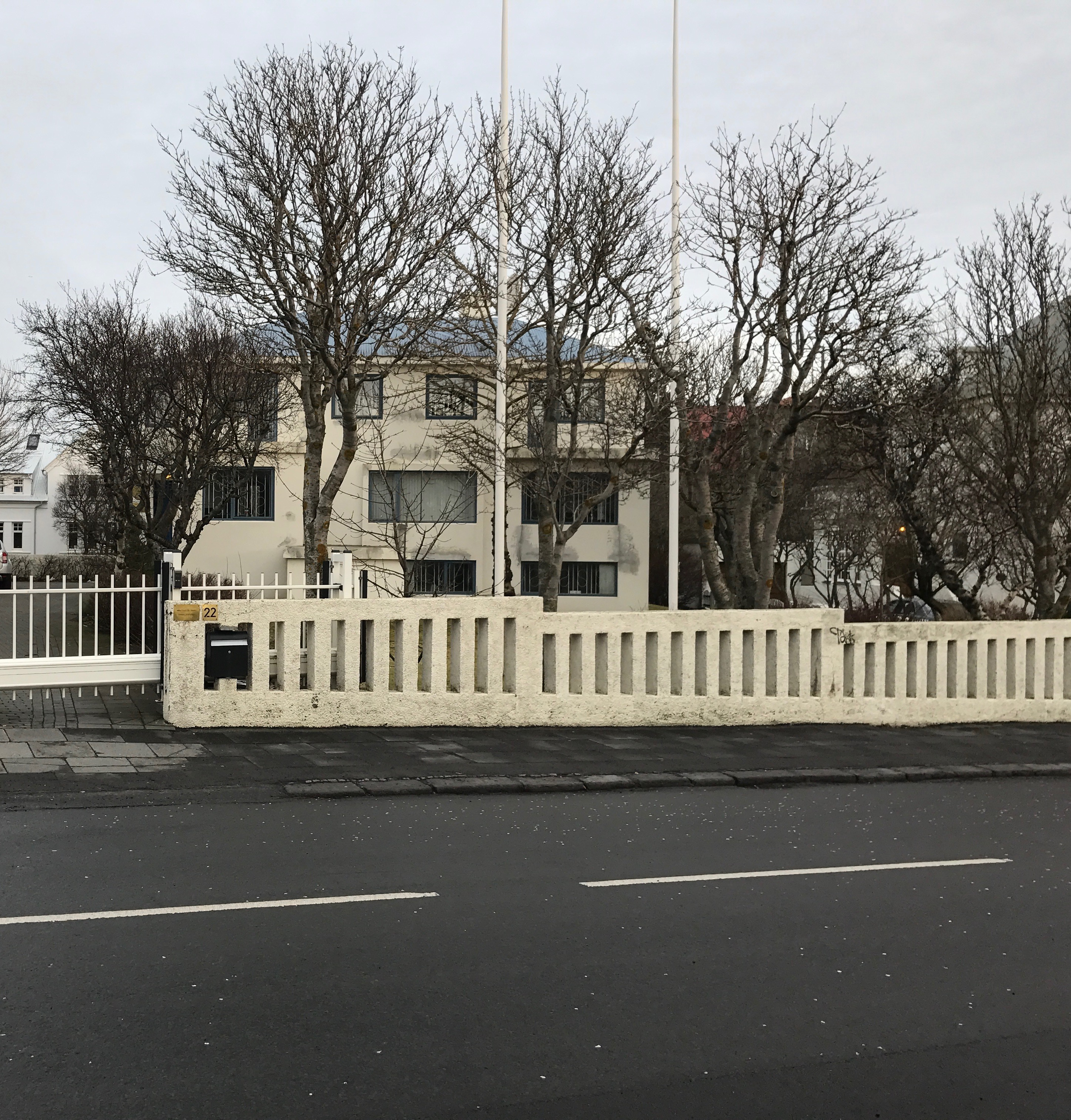
السفارة الفرنسية في ريكيافيك

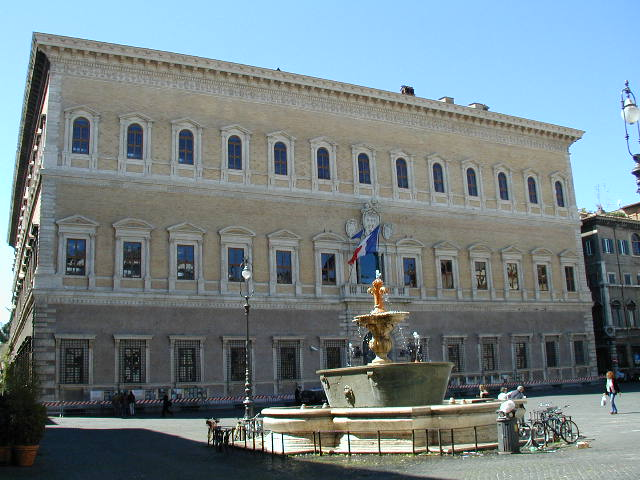
قصر فارنيزي ، السفارة الفرنسية في روما

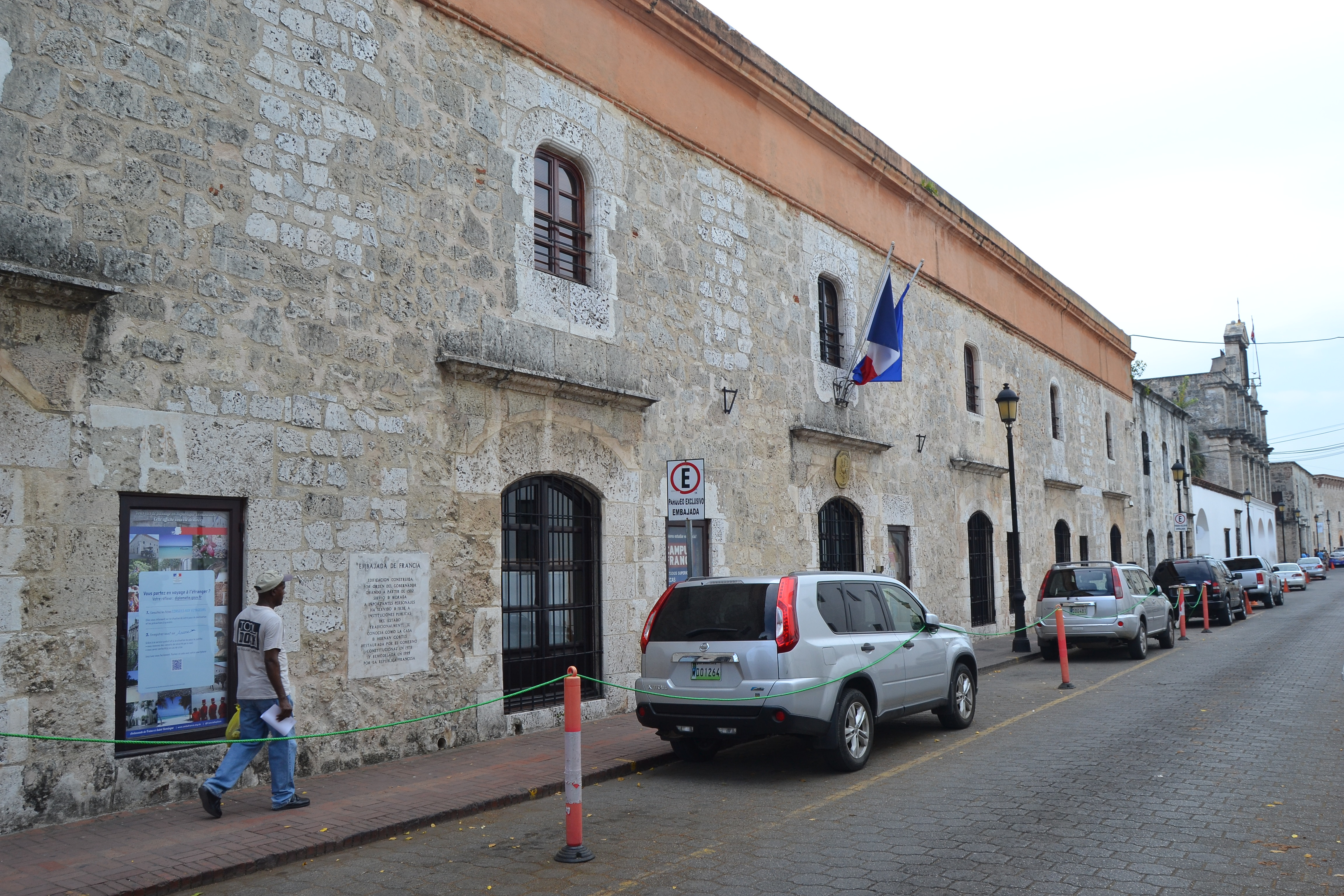
السفارة الفرنسية في سانتو دومينغو

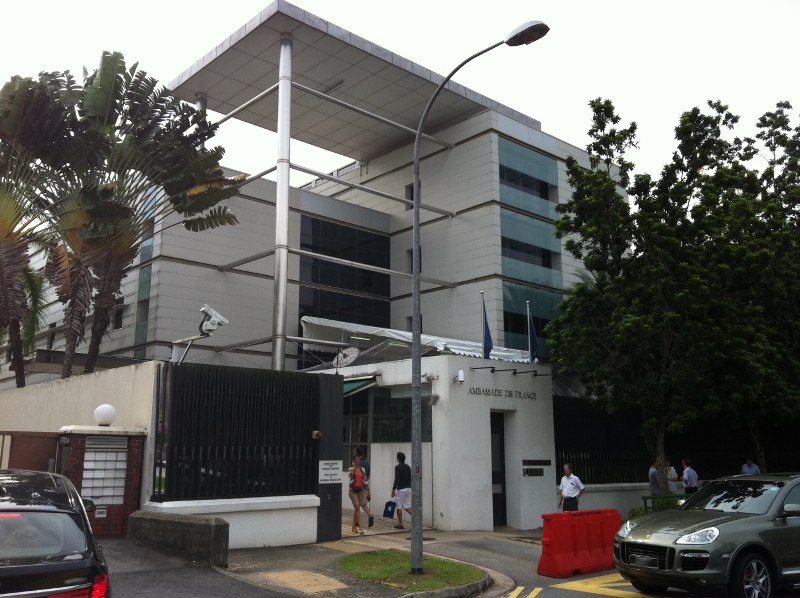
السفارة الفرنسية في سنغافورة

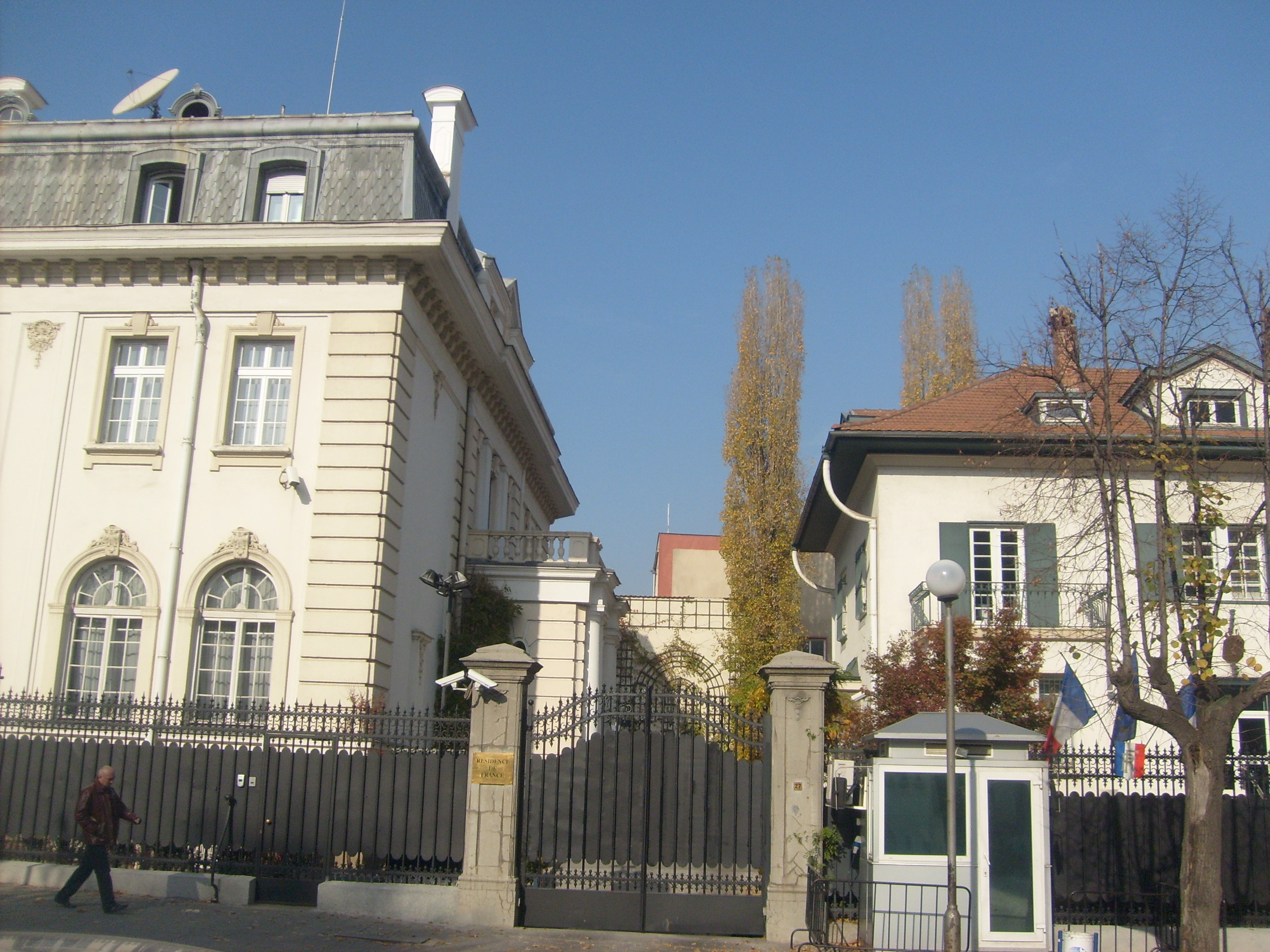
السفارة الفرنسية في صوفيا

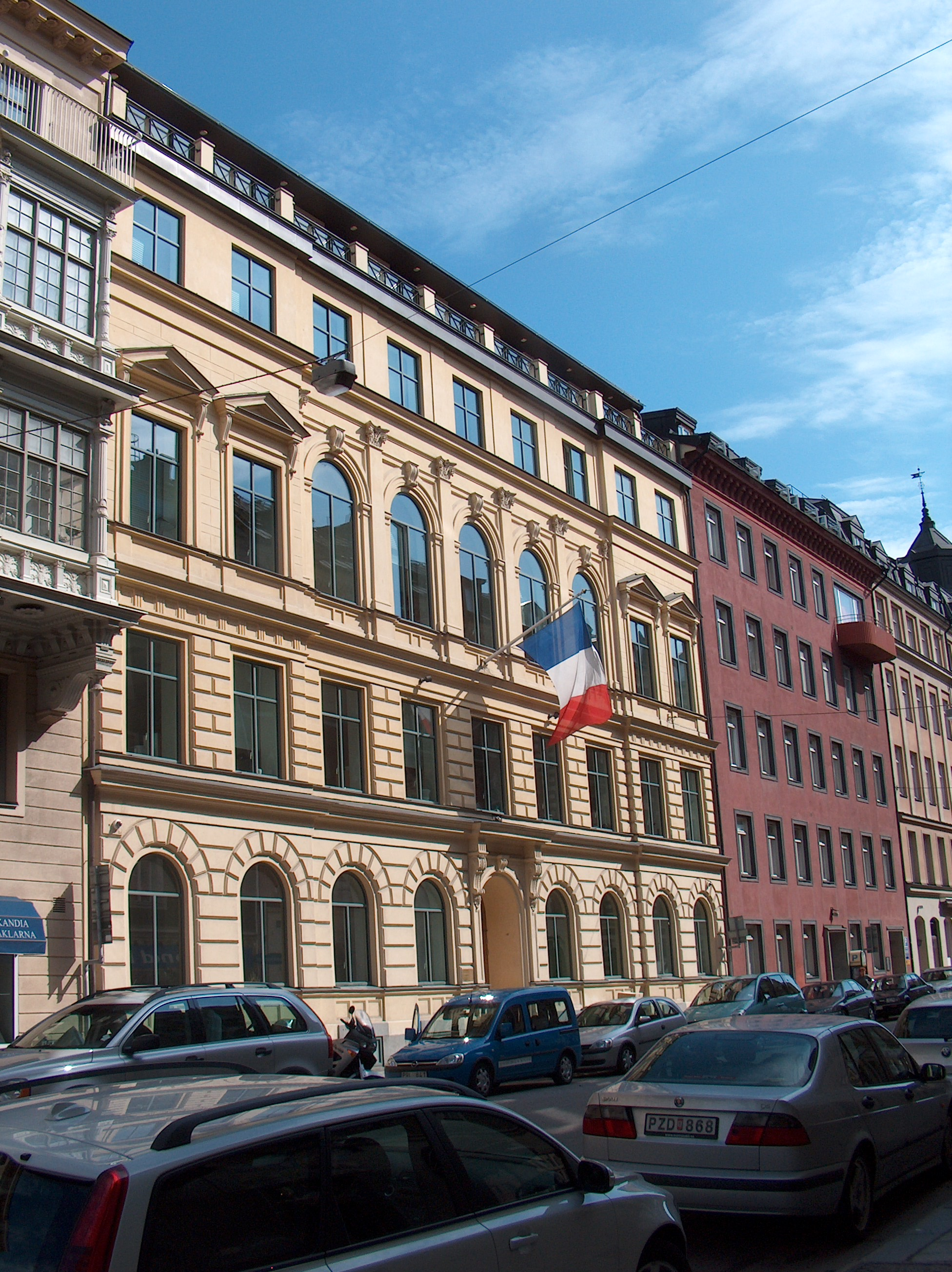
السفارة الفرنسية في ستوكهولم

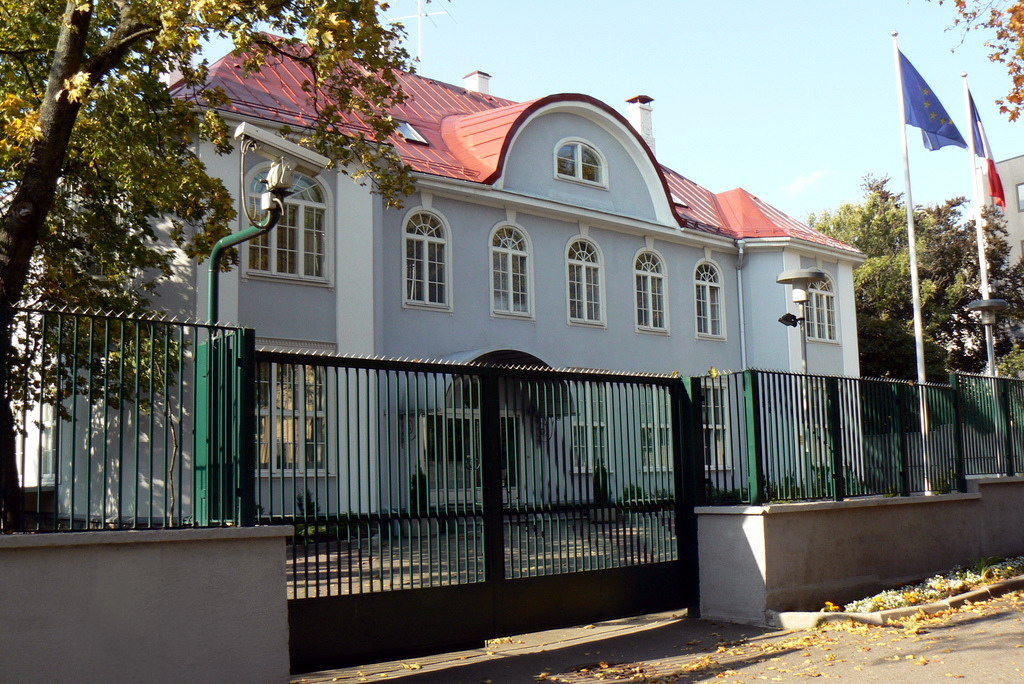
السفارة الفرنسية في تالين

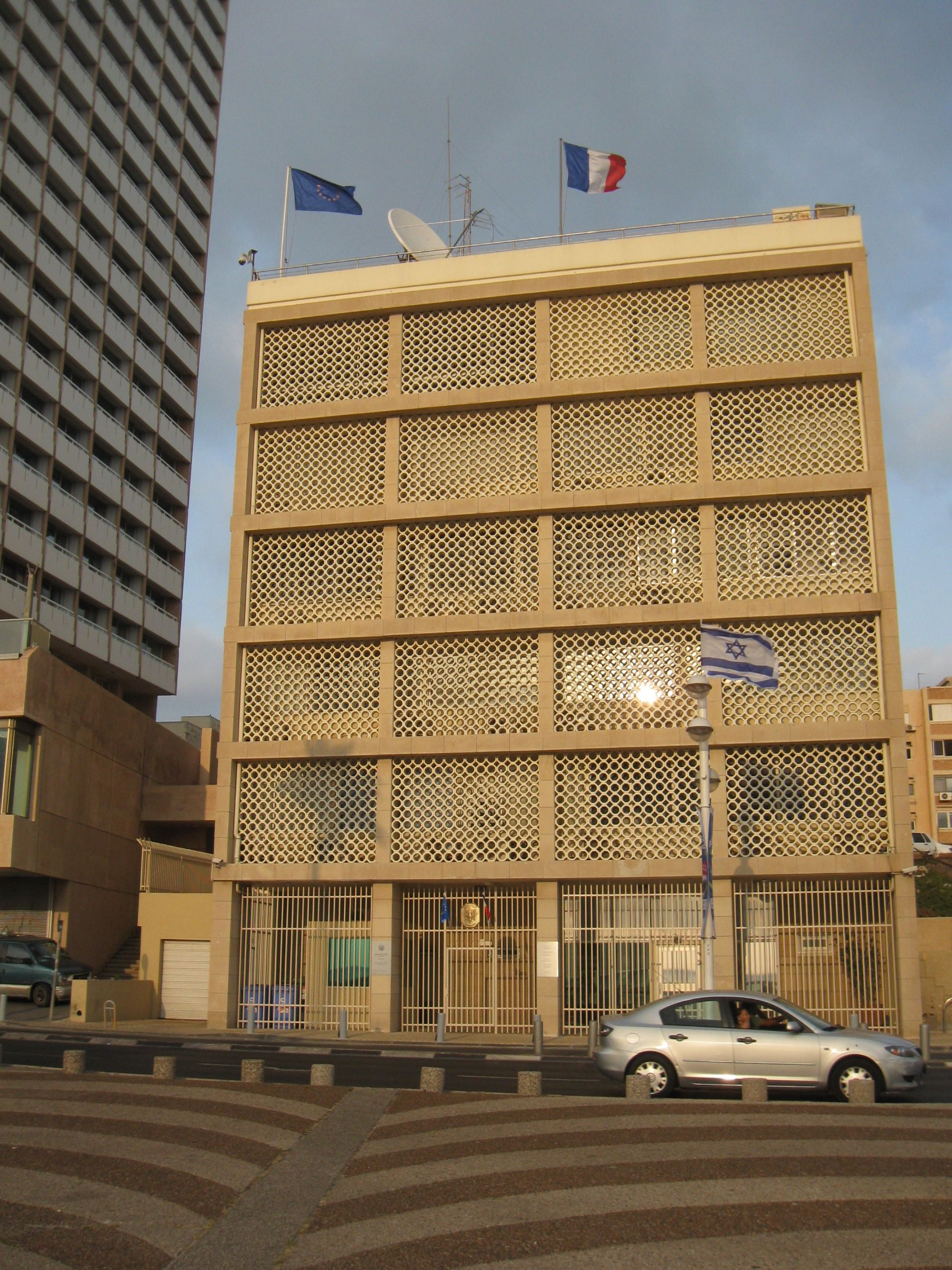
السفارة الفرنسية في تل أبيب

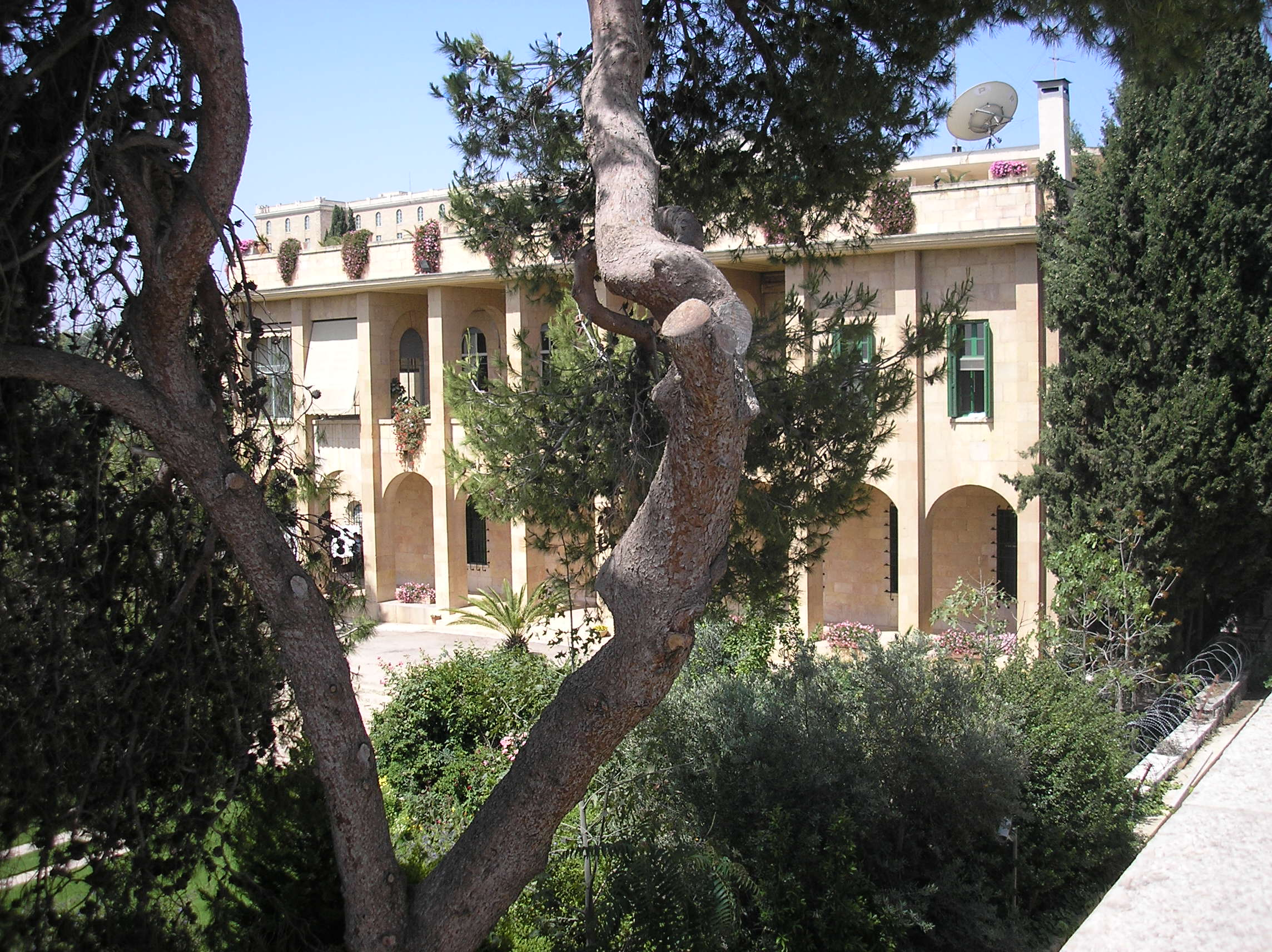
القنصلية الفرنسية في القدس

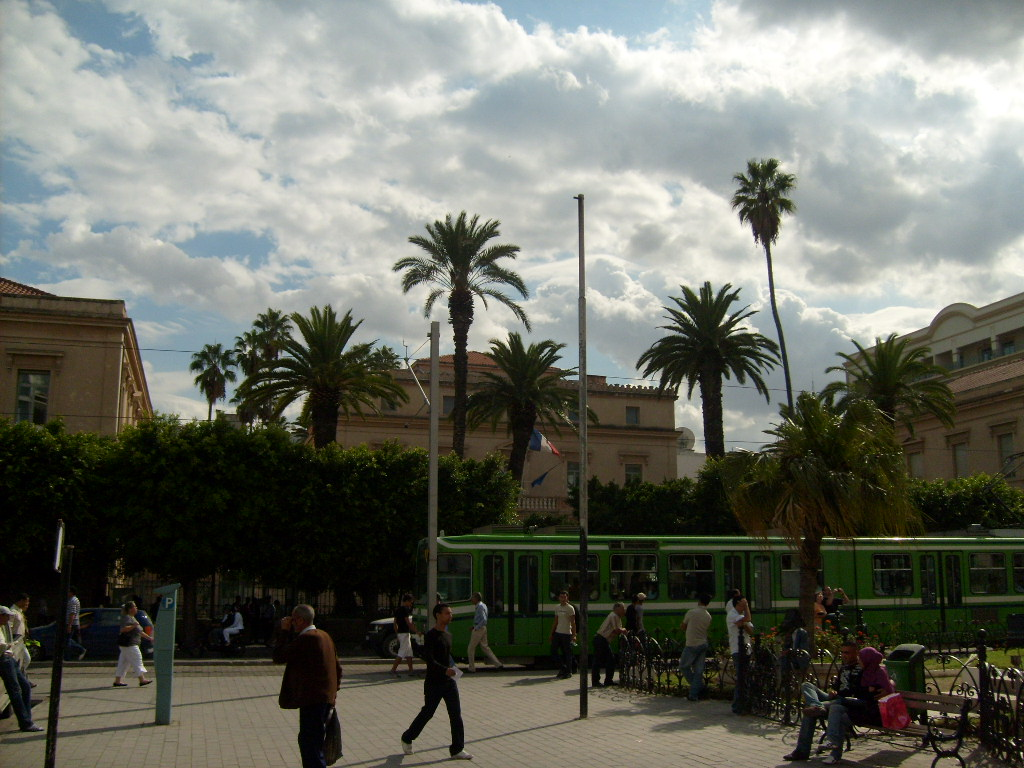
السفارة الفرنسية في تونس

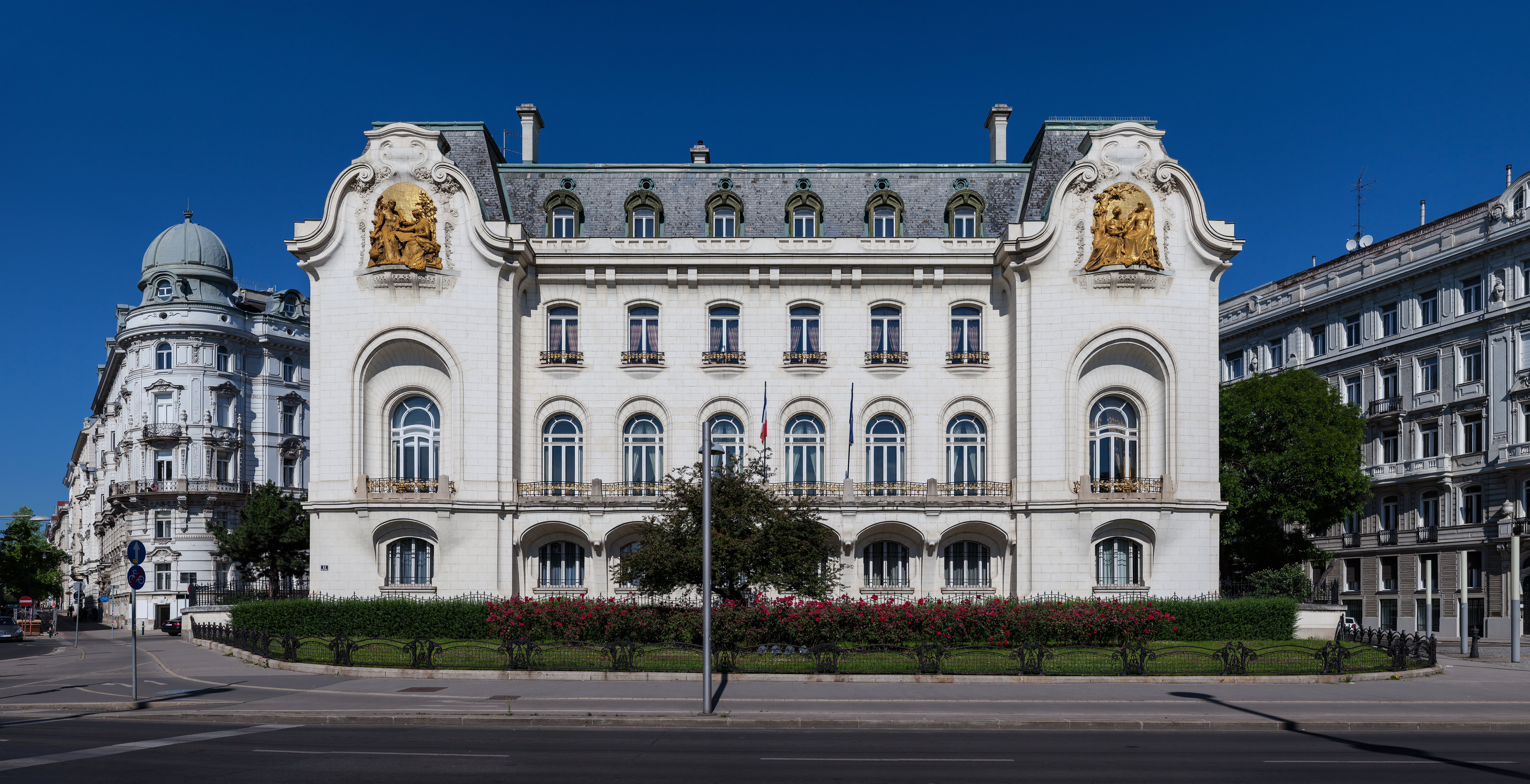
السفارة الفرنسية في فيينا

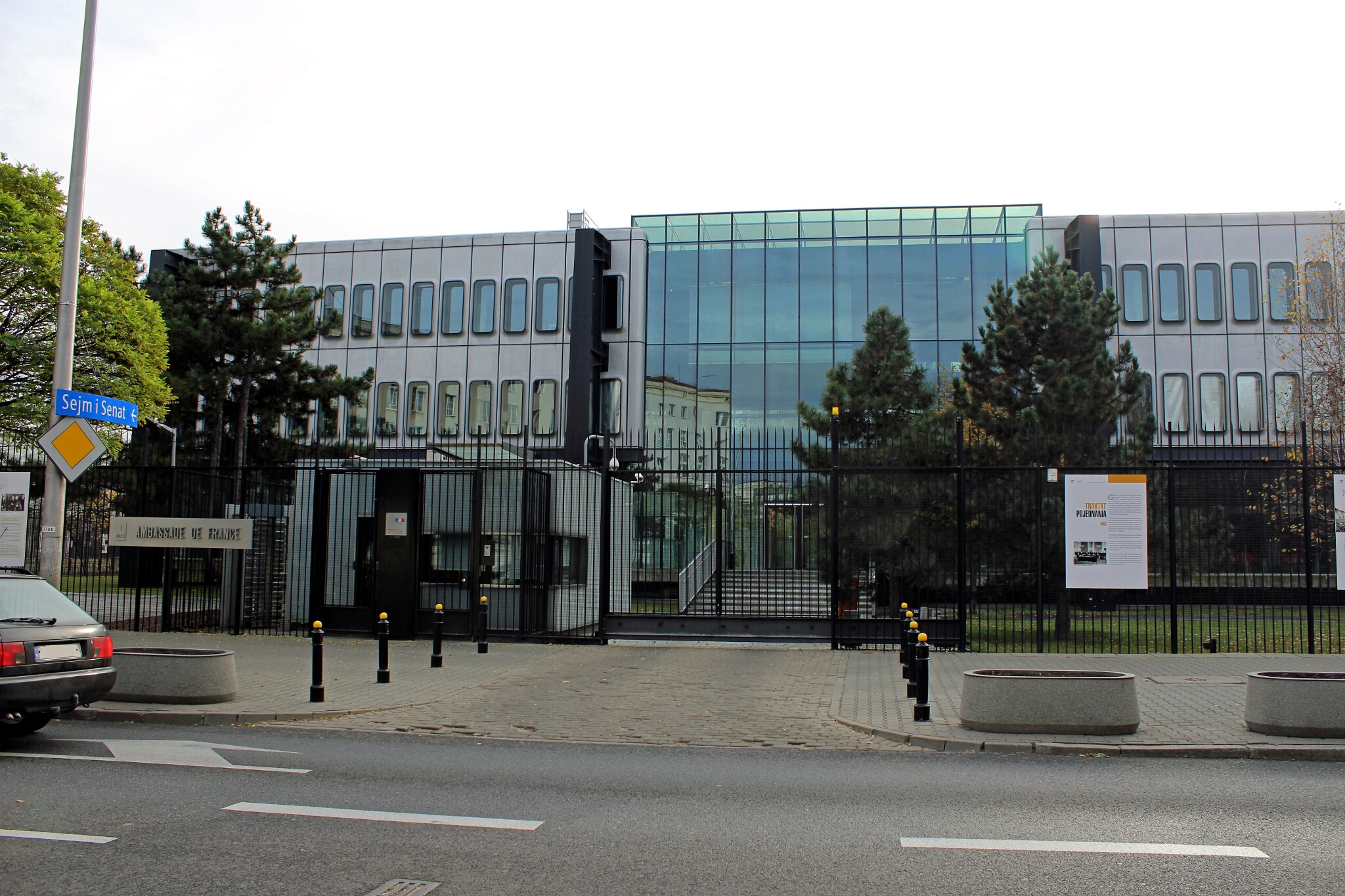
السفارة الفرنسية في وارسو

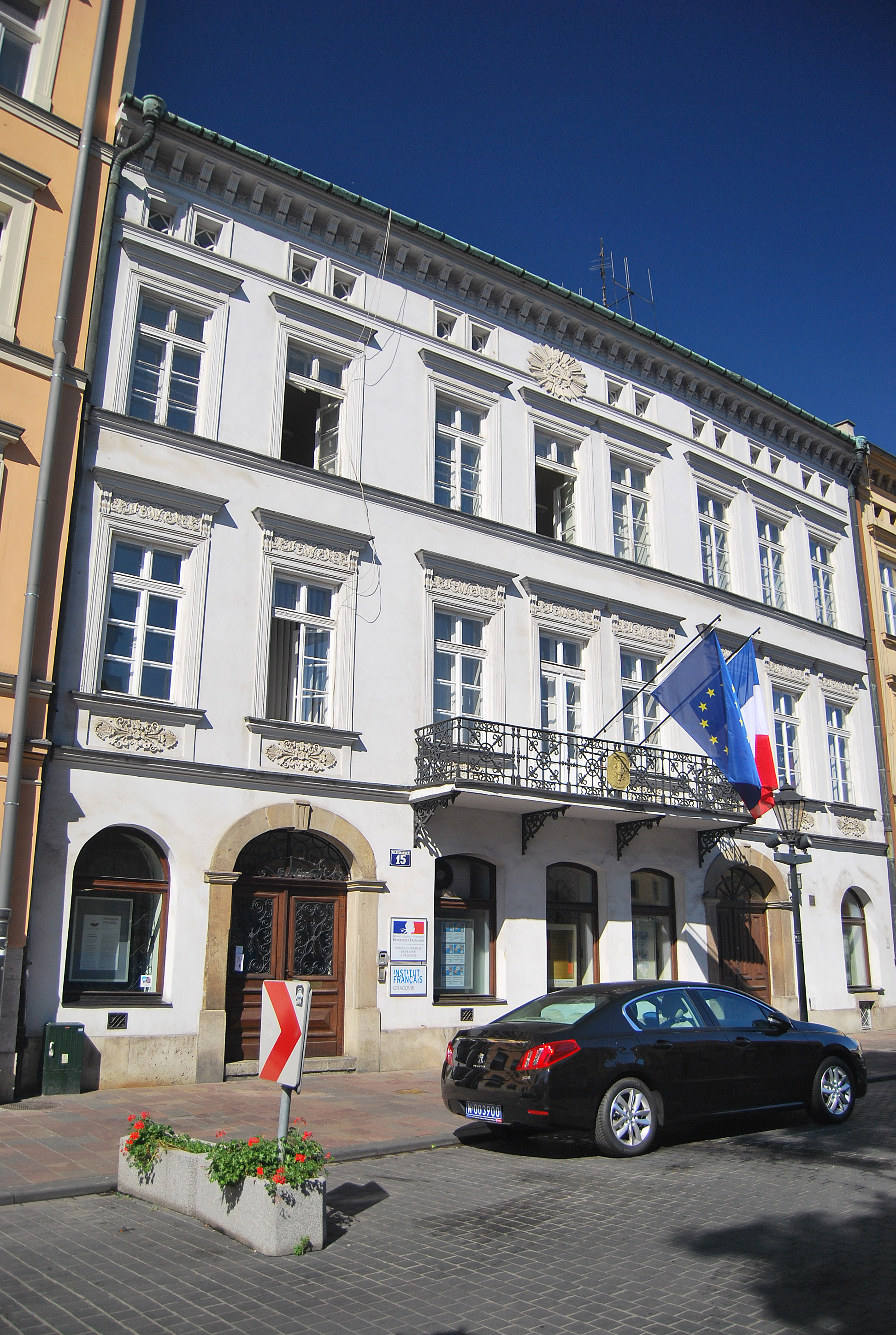
القنصلية الفرنسية في كراكوف

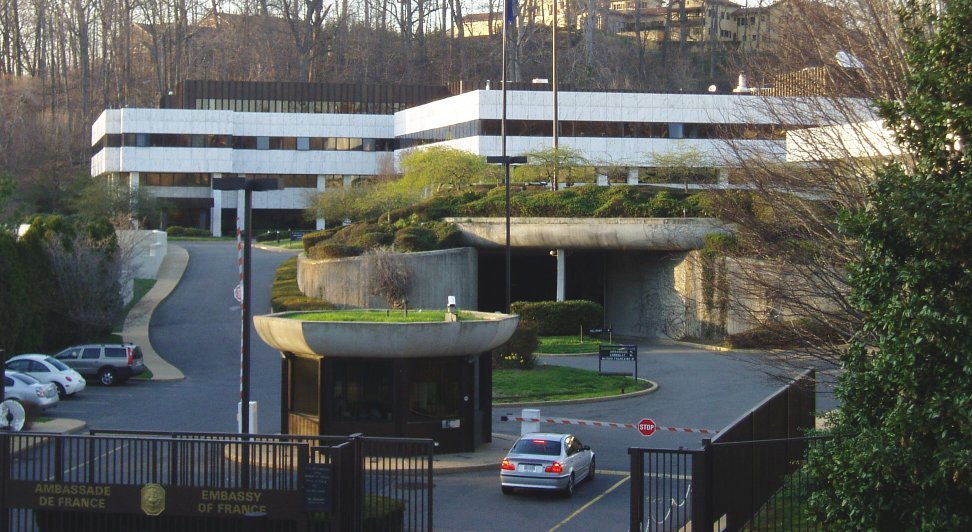
سفارة فرنسا في واشنطن العاصمة.

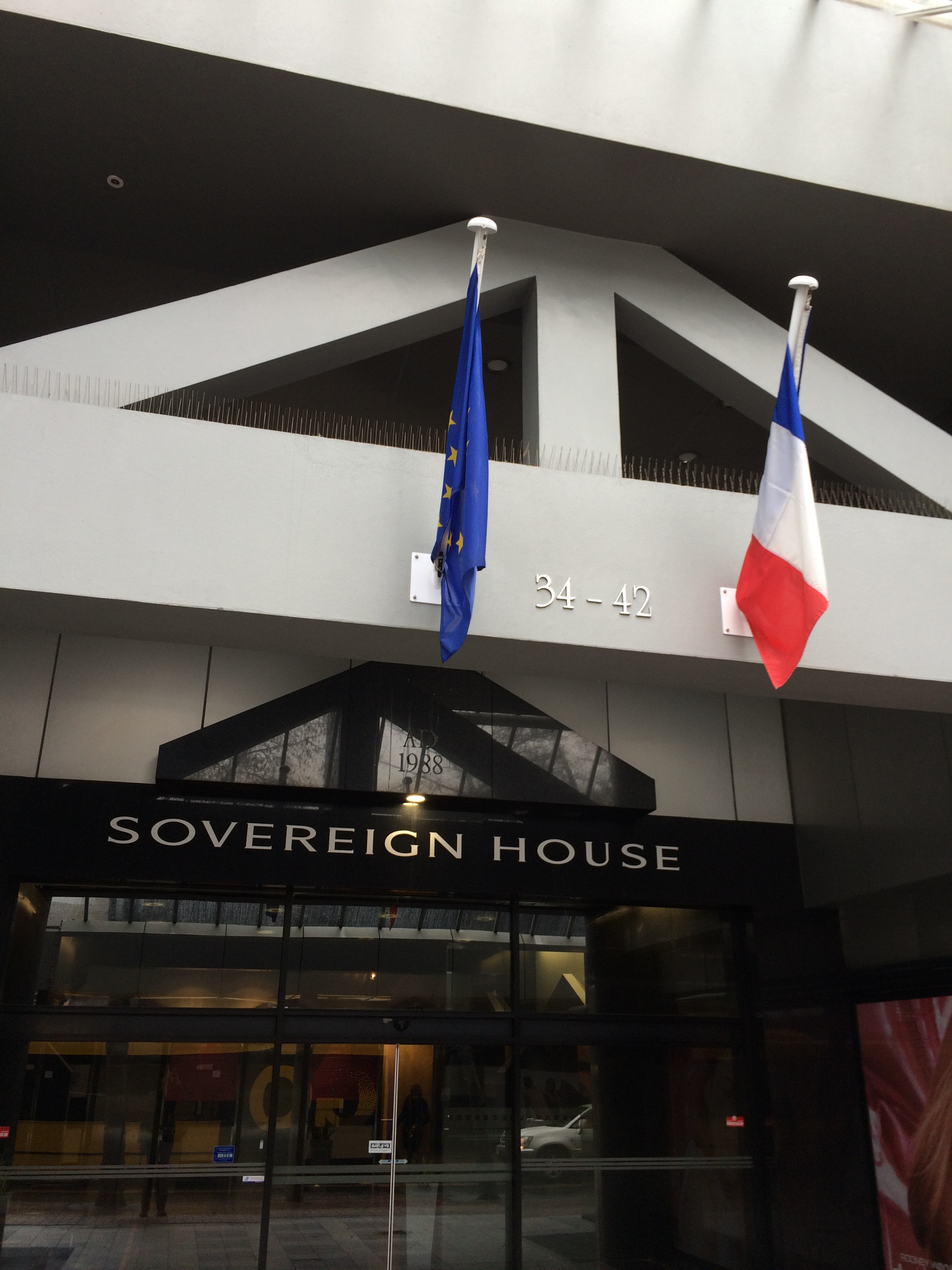
السفارة الفرنسية في ولينغتون

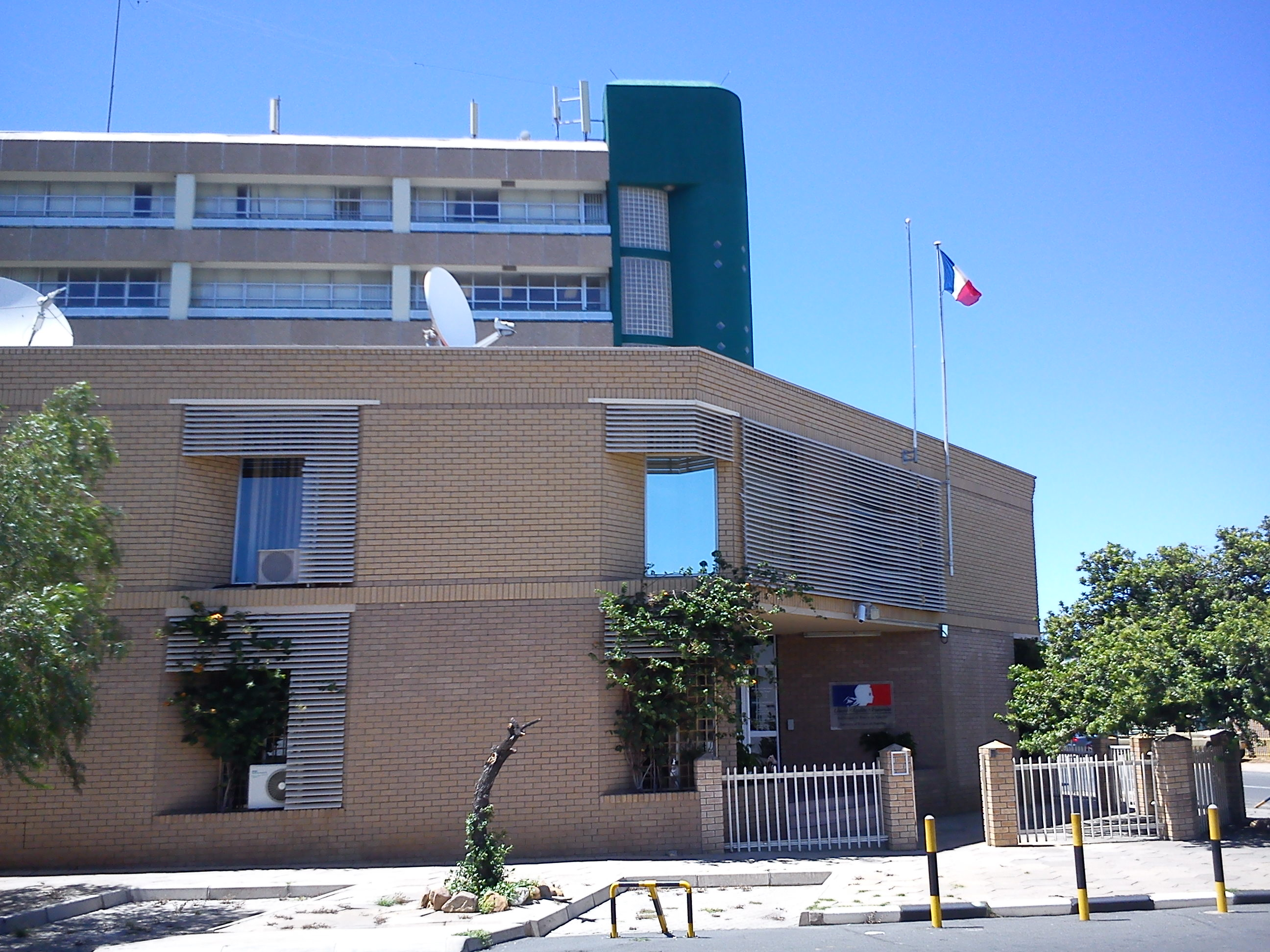
السفارة الفرنسية في ويندهوك

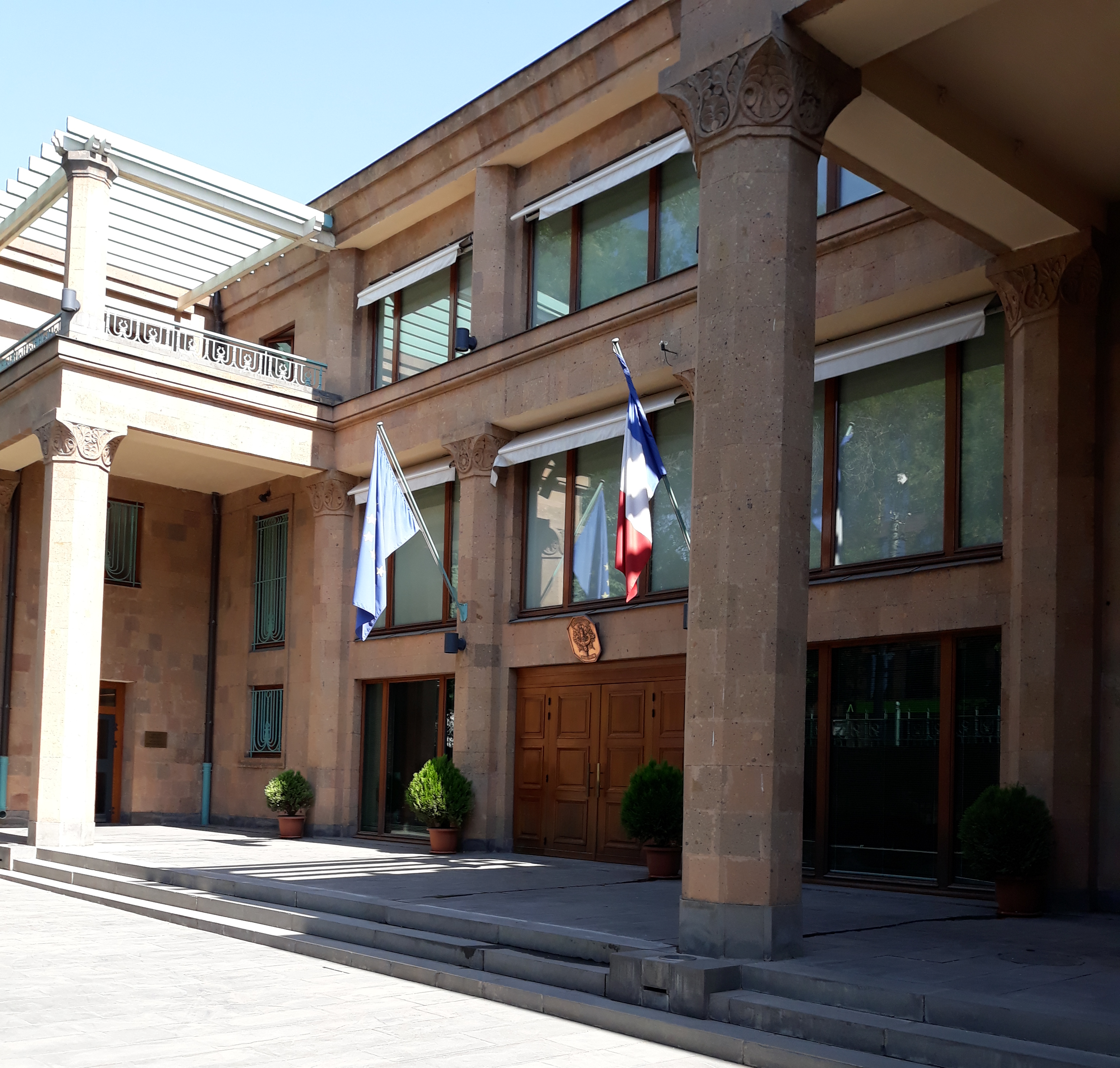
السفارة الفرنسية في يريفان

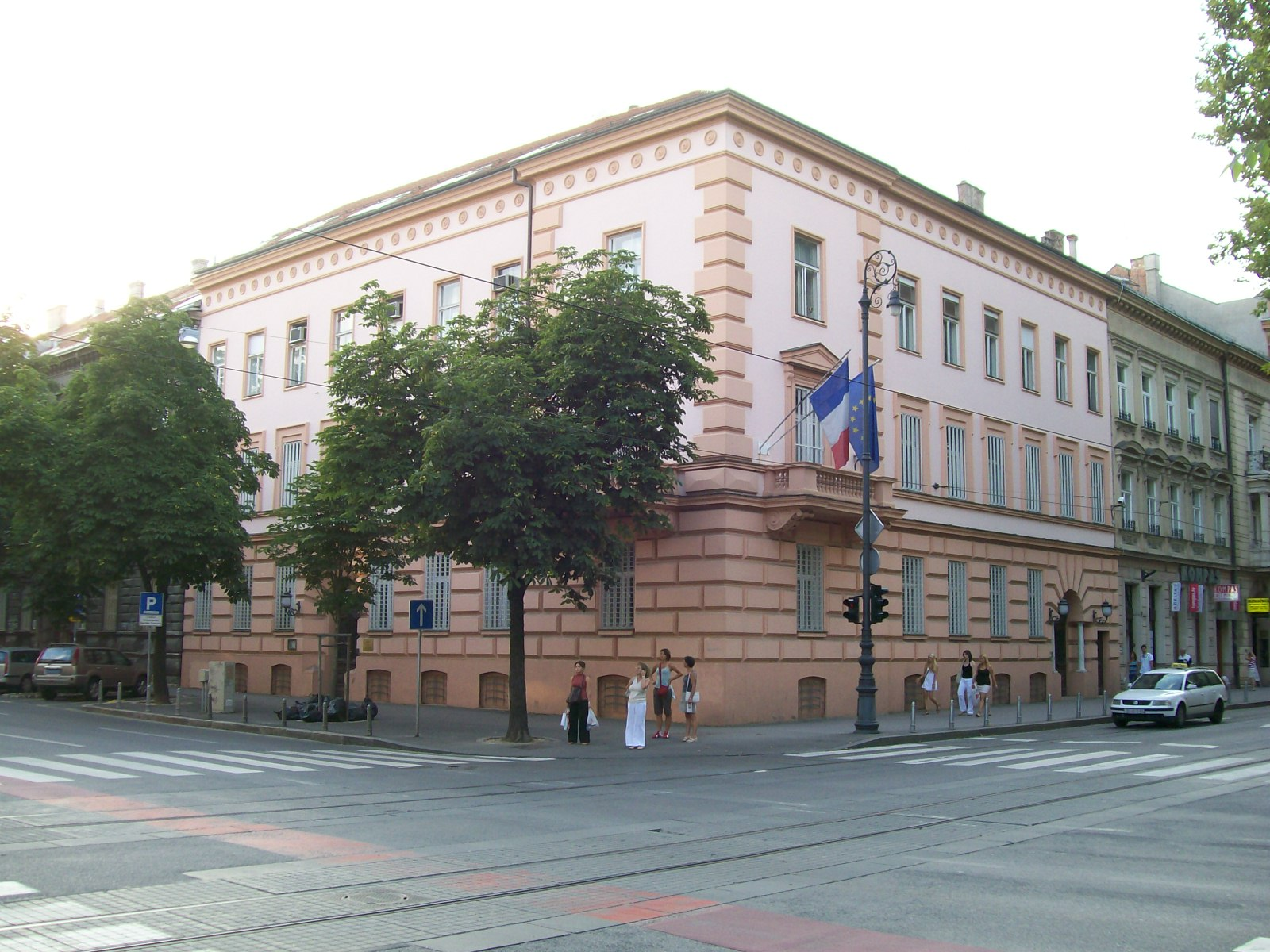
السفارة الفرنسية في زغرب

هذه قائمة للبعثات الدبلوماسية الفرنسية، باستثناء قنصليات تشريفية. ابتدأ التمثيل الدائم فرنسا في الخارج عام 1522 عندما أرسل فرانسوا الأول بعثة إلى سويسرا. ورغم تقليص تواجدها عقب إنهاء الاستعمار، فما دام لفرنسا تأثير كثير حول العالم. لفرنسا شبكة من أكبر شبكات دبلوماسية في العالم وهي عضو في أثكر منظمات متعددة الأطراف من أية دولة أخرى.

## أفريقيا
- الجزائر
  - الجزائر (Embassy)
  - عنابة (Consulate-General)
  - Oran (Consulate-General)
- أنغولا
  - لواندا (Embassy)
- بنين
  - كوتونو (Embassy)
- بوتسوانا
  - غابورون (Embassy)
- بوركينا فاسو
  - واغادوغو (Embassy)
- بوروندي
  - بوجومبورا (Embassy)
- الكاميرون
  - ياوندي (Embassy)
  - دوالا (Consulate-General)
- الرأس الأخضر
  - برايا (Embassy)
- جمهورية أفريقيا الوسطى
  - بانغي (Embassy)
- تشاد
  - انجمينا (Embassy)
- جزر القمر
  - موروني (Embassy)
- Congo
  - برازافيل (Embassy)
  - بوانت-نوار (Consulate-General)
- جمهورية الكونغو الديمقراطية
  - كينشاسا (Embassy)
- جيبوتي
  - جيبوتي (Embassy)
- مصر
  - القاهرة (Embassy)
  - الإسكندرية (Consulate-General)
- غينيا الاستوائية
  - مالابو (Embassy)
- إريتريا
  - أسمرة (Embassy)
- إثيوبيا
  - أديس أبابا (Embassy)
- الغابون
  - ليبرفيل (Embassy)
- غانا
  - أكرا (Embassy)
- غينيا
  - كوناكري (Embassy)
- غينيا بيساو
  - بيساو (Embassy)
- ساحل العاج
  - أبيدجان (Embassy)
- كينيا
  - نيروبي (Embassy)
- ليبيريا
  - مونروفيا (Embassy)
- مدغشقر
  - أنتاناناريفو (Embassy)
  - أنتسيرانانا (Consular Office)
  - ماهاجانجا (Consular Office)
  - تواماسينا (Consular Office)
- مالي
  - باماكو (Embassy)
- موريتانيا
  - نواكشوط (Embassy)
- موريشيوس
  - بورت لويس (Embassy)
- المغرب
  - الرباط (Embassy)
  - أكادير (Consulate-General)
  - الدار البيضاء (Consulate-General)
  - Fez (Consulate-General)
  - مراكش (Consulate-General)
  - طنجة (Consulate-General)
- موزمبيق
  - مابوتو (Embassy)
- ناميبيا
  - ويندهوك (Embassy)
- النيجر
  - نيامي (Embassy)
- نيجيريا
  - أبوجا (Embassy)
  - لاغوس (Consulate-General)
- رواندا
  - كيغالي (Embassy)
- السنغال
  - داكار (Embassy)
- سيشل
  - فيكتوريا (Embassy)
- جنوب إفريقيا
  - بريتوريا (سفارة فرنسا في جنوب أفريقيا)
  - كيب تاون (Consulate-General)
  - جوهانسبرغ (Consulate-General)
- جنوب السودان
  - جوبا (Embassy)
- السودان
  - الخرطوم (Embassy)
- تنزانيا
  - دار السلام (Embassy)
- توغو
  - لومي (Embassy)
- تونس
  - تونس (Embassy)
- أوغندا
  - كامبالا (Embassy)
- زامبيا
  - لوساكا (Embassy)
- زيمبابوي
  - هراري (Embassy)

## الأمريكتين
- الأرجنتين
  - بوينس آيرس (Embassy)
- بوليفيا
  - لاباز (Embassy)
- البرازيل
  - برازيليا (Embassy)
  - ريو دي جانيرو (Consulate-General)
  - ساو باولو (Consulate-General)
  - ريسيفي (Consulate)
- كندا
  - أوتاوا (سفارة فرنسا في كندا)
  - مونكتون (Consulate-General)
  - مونتريال (Consulate-General)
  - مدينة كيبك (Consulate-General)
  - تورونتو (Consulate-General)
  - فانكوفر (Consulate-General)
- تشيلي
  - سانتياغو (Embassy)
- كولومبيا
  - بوغوتا (Embassy)
- كوستاريكا
  - سان خوسيه (Embassy)
- كوبا
  - هافانا (Embassy)
- جمهورية الدومينيكان
  - سانتو دومينغو (Embassy)
- الإكوادور
  - كيتو (Embassy)
- السلفادور
  - سان سلفادور (Embassy)
- غواتيمالا
  - غواتيمالا (Embassy)
- هايتي
  - بورت أو برانس (Embassy)
- هندوراس
  - تيغوسيغالبا (Embassy)
- جامايكا
  - كينغستون (Embassy)
- المكسيك
  - مدينة مكسيكو (Embassy)
- نيكاراجوا
  - ماناغوا (Embassy)
- بنما
  - بنما (Embassy)
- باراغواي
  - أسونسيون (Embassy)
- بيرو
  - ليما (Embassy)
- سانت لوسيا
  - كاستريس (Embassy)
- سورينام
  - باراماريبو (Embassy)
- ترينيداد وتوباغو
  - بورت أوف سبين (Embassy)
- الولايات المتحدة
  - واشنطن العاصمة (سفارة فرنسا في واشنطن العاصمة)
  - أتلانتا (Consulate-General)
  - بوسطن (Consulate-General)
  - شيكاغو (Consulate-General)
  - هيوستن (Consulate-General)
  - لوس أنجلوس (Consulate-General)
  - ميامي (Consulate-General)
  - نيو أورلينز (Consulate-General)
  - نيويورك (Consulate-General)
  - سان فرانسيسكو (Consulate-General)
- أوروغواي
  - مونتفيدو (Embassy)
- فنزويلا
  - كاراكاس (Embassy)

## آسيا
- أفغانستان
  - كابل (Embassy)
- أرمينيا
  - يريفان (Embassy)
- أذربيجان
  - باكو (Embassy)
- البحرين
  - المنامة (Embassy)
- بنغلاديش
  - دكا (Embassy)
- بروناي
  - بندر سري بكاوان (Embassy)
- كمبوديا
  - بنوم بنه (Embassy)
- الصين
  - بكين (Embassy)
  - تشنغدو (Consulate-General)
  - غوانزو (Consulate-General)
  - هونغ كونغ (Consulate-General)
  - شانغهاي (Consulate-General)
  - شنيانغ (Consulate-General)
  - ووهان (Consulate-General)
- جورجيا
  - تبليسي (Embassy)
- الهند
  - نيودلهي (Embassy)
  - بنغالور (Consulate-General)
  - كلكتا (Consulate-General)
  - مومباي (Consulate-General)
  - بونديشيري (Consulate-General)
- إندونيسيا
  - جاكرتا (Embassy)
- إيران
  - طهران (Embassy)
- العراق
  - بغداد (Embassy)
  - أربيل (Consulate-General)
- إسرائيل
  - تل أبيب (Embassy)
  - حيفا (Consulate-General)
  - القدس (Consulate-General)
- اليابان
  - طوكيو (Embassy)
  - كيوتو (Consulate-General)
- الأردن
  - عمان (Embassy)
- كازاخستان
  - نور سلطان (Embassy)
- الكويت
  - مدينة الكويت (Embassy)
- قرغيزستان
  - بيشكك (Embassy)
- لاوس
  - فيينتيان (Embassy)
- لبنان
  - بيروت (Embassy)
- ماليزيا
  - كوالالمبور (Embassy)
- منغوليا
  - أولان باتور (Embassy)
- ميانمار
  - يانغون (Embassy)
- نيبال
  - كاتماندو (Embassy)
- عُمان
  - مسقط (Embassy)
- باكستان
  - إسلام آباد (Embassy)
  - كراتشي (Consulate-General)
- الفلبين
  - مانيلا (Embassy)
- قطر
  - الدوحة (Embassy)
- السعودية
  - الرياض (Embassy)
  - جدة (Consulate-General)
- سنغافورة
  - سنغافورة (Embassy)
- كوريا الجنوبية
  - سول (Embassy)
- سريلانكا
  - كولمبو (Embassy)
- تايوان
  - تايبيه (French Office in Taipei)
- طاجيكستان
  - دوشنبه (Embassy)
- تايلاند
  - بانكوك (Embassy)
- تركيا
  - أنقرة (سفارة فرنسا في تركيا)
  - إسطنبول (Consulate-General)
- تركمانستان
  - عشق آباد (Embassy)
- الإمارات العربية المتحدة
  - أبو ظبي (Embassy)
  - دبي (Consulate-General)
- أوزبكستان
  - طشقند (Embassy)
- فيتنام
  - هانوي (Embassy)
  - مدينة هو تشي منه (Consulate-General)

## أوروبا
- ألبانيا
  - تيرانا (Embassy)
- أندورا
  - أندورا لا فيلا (Embassy)
- النمسا
  - فيينا (Embassy)
- بيلاروسيا
  - مينسك (Embassy)
- بلجيكا
  - إقليم بروكسل العاصمة (Embassy)
- البوسنة والهرسك
  - سراييفو (Embassy)
- بلغاريا
  - صوفيا (Embassy)
- كرواتيا
  - زغرب (Embassy)
- قبرص
  - نيقوسيا (Embassy)
- التشيك
  - براغ (سفارة فرنسا في التشيك)
- الدنمارك
  - كوبنهاغن (سفارة فرنسا في الدنمارك)
- إستونيا
  - تالين (Embassy)
- فنلندا
  - هلسنكي (Embassy)
- ألمانيا
  - برلين (سفارة فرنسا في ألمانيا)
  - دوسلدورف (Consulate-General)
  - فرانكفورت (Consulate-General)
  - هامبورغ (Consulate-General)
  - ميونخ (Consulate-General)
  - ساربروكن (Consulate-General)
  - شتوتغارت (Consulate-General)
- اليونان
  - أثينا (Embassy)
  - سلانيك (Consulate-General)
- Holy See
  - روما (Embassy)[note 1]
- المجر
  - بودابست (Embassy)
- آيسلندا
  - ريكيافيك (Embassy)
- جمهورية أيرلندا
  - دبلن (Embassy)
- إيطاليا
  - روما (Embassy)
  - ميلانو (Consulate-General)
  - نابولي (Consulate-General)
- كوسوفو
  - بريشتينا (Embassy)
- لاتفيا
  - ريغا (Embassy)
- ليتوانيا
  - فيلنيوس (Embassy)
- لوكسمبورغ
  - لوكسمبورغ (Embassy)
- مالطا
  - فاليتا (Embassy)
- مولدوفا
  - كيشيناو (سفارة فرنسا في كيشيناو  [لغات أخرى]‏)
- موناكو
  - موناكو (Embassy)
- الجبل الأسود
  - بودغوريتسا (Embassy)
- هولندا
  - لاهاي (Embassy)
  - أمستردام (Consulate-General)
- مقدونيا الشمالية
  - إسكوبية (Embassy)
- النرويج
  - أوسلو (Embassy)
- بولندا
  - وارسو (Embassy)
  - كراكوف (Consulate-General)
- البرتغال
  - لشبونة (Embassy)
- رومانيا
  - بوخارست (Embassy)
- روسيا
  - موسكو (Embassy)
  - سانت بطرسبرغ (Consulate-General)
  - يكاترينبورغ (Consulate-General)
- صربيا
  - بلغراد (Embassy)
- سلوفاكيا
  - براتيسلافا (Embassy)
- سلوفينيا
  - ليوبليانا (Embassy)
- إسبانيا
  - مدريد (Embassy)
  - برشلونة (Consulate-General)
  - بلباو (Consulate-General)
  - إشبيلية (Consulate-General)
- السويد
  - ستوكهولم (سفارة فرنسا في السويد)
- سويسرا
  - برن (Embassy)
  - جنيف (Consulate-General)
  - زيورخ (Consulate-General)
- أوكرانيا
  - كييف (سفارة فرنسا في أوكرانيا)
- المملكة المتحدة
  - لندن (سفارة فرنسا في المملكة المتحدة)
  - إدنبرة (Consulate-General)

## أوقيانوسيا
- أستراليا
  - كانبرا (Embassy)
  - سيدني (Consulate-General)
- فيجي
  - سوفا (Embassy)
- نيوزيلندا
  - ويلينغتون (Embassy)
- بابوا غينيا الجديدة
  - بورت مورسبي (Embassy)
- فانواتو
  - بورت فيلا (Embassy)

## منظمات متعددة الأطراف
- أديس أبابا (وفد الاتحاد الأفريقي)
- بانكوك (الوفد الدائم إلى الأمم المتحدة الاقتصادية والاجتماعية لآسيا والمحيط الهادئ)
- بروكسل (التمثيل الدائم لدى الاتحاد الأوروبي)
- بروكسل (التمثيل الدائم شمال الأطلسي منظمة الأمن)
- جنيف (التمثيل الدائم لدى الأمم المتحدة والمنظمات الدولية الأخرى)
- جنيف (التمثيل الدائم لدى مؤتمر نزع السلاح)
- جنيف (الوفد الدائم إلى منظمة التجارة العالمية)
- لندن (التمثيل الدائم لدى المنظمة البحرية الدولية)
- مونتريال (التمثيل إلى منظمة الطيران المدني الدولي)
- نيروبي (التمثيل الدائم لدى الأمم المتحدة والمنظمات الدولية الأخرى)
- نوميا (الوفد الدائم إلى جنوب المحيط الهادئ اللجنة)
- نيويورك (التمثيل الدائم لدى الأمم المتحدة)
- باريس (التمثيل الدائم لدى منظمة التعاون والتنمية في الميدان الاقتصادي)
- باريس (التمثيل الدائم إلى الأمم المتحدة للتربية والعلم والثقافة ومنظمة)
- روما (وفد منظمة الأغذية والزراعة)
- ستراسبورغ (التمثيل الدائم لدى مجلس أوروبا)
- لاهاي (التمثيل الدائم لدى منظمة حظر الأسلحة الكيميائية (منظمة حظر الأسلحة الكيميائية))
- فيينا (التمثيل إلى الأمم المتحدة وغيرها من المنظمات الدولية)
- واشنطن العاصمة (الدائم وفد منظمة الدول الأمريكية)
- واشنطن العاصمة (الدائم وفد اللجنة الاقتصادية لأمريكا اللاتينية ومنطقة البحر الكاريبي)
- واشنطن العاصمة (وفد صندوق النقد الدولي)
- واشنطن العاصمة (وفد البنك الدولي للإنشاء والتعمير)